# Competencias de la Generalitat en el Estatuto de Autonomía de Cataluña de 2006

Escudo de la Generalidad de Cataluña.

La ampliación y bloqueo de las competencias de la Generalidad en el Estatuto de Autonomía de Cataluña de 2006, enumeradas en el Título IV del Estatuto, constituyeron una de las principales novedades y una de sus cuestiones más discutidas y polémicas ya que la propuesta aprobada por el Parlamento de Cataluña el 30 de septiembre de 2005 fue ampliamente modificada al año siguiente por las Cortes Generales, tras el acuerdo alcanzado en enero de 2006 entre el presidente del Gobierno español, el socialista José Luis Rodríguez Zapatero, y el líder de Convergència i Unió Artur Mas, entonces en la oposición en Cataluña.

## El proyecto que aprobó el Parlamento de Cataluña
Cuando se aprobó el proyecto de nuevo Estatuto por el Parlamento de Cataluña, las fuerzas políticas catalanas y los medios de comunicación coincidieron en destacar que la ampliación y el llamado blindaje de las competencias constituían una de las principales novedades del nuevo Estatuto. Fueron el resultado de una intensa negociación entre los tres partidos (Partit dels Socialistes de Cataluña (PSC), Esquerra Republicana de Cataluña (ERC) e Iniciativa per Catalunya Verds - Esquerra Unida i Alternativa (ICV-EUiA) ) que apoyaban al gobierno de la Generalidad presidido por el socialista Pasqual Maragall, y el principal partido de la oposición Convergencia i Unió (CiU), mientras que el Partido Popular de Cataluña se opuso al acuerdo y votó en contra.
El Título IV dedicado a las competencias era el más largo del proyecto y recogía cerca de sesenta competencias atribuidas a la Generalidad. Además introducía el "blindaje" de las mismas, que consistía en una definición detallada y exhaustiva de la competencia que impidiera que las Cortes Generales pudieran "recortarla" mediante leyes orgánicas o de base. Para ello también se definían las competencias atribuidas únicamente a la Generalidad como "exclusivas y excluyentes", una formulación avalada por el Consejo Consultivo de la Generalidad de Cataluña, junto con las competencias compartidas, aquellas en las que la Generalidad y el Estado tienen conjuntamente la potestad legislativa y reglamentaria, y las ejecutivas, en las que le corresponde a la Generalidad la aplicación de la normativa establecida por el Estado.
Antes de su aprobación por el Parlamento de Cataluña, se pidió un dictamen al Consejo Consultivo de la Generalidad de Cataluña y este organismo jurídico avaló la fórmula de detallar las competencias con el fin de blindarlas, pero se opuso a la pretensión de los ponentes de obligar a las Cortes Generales para que modificaran determinadas leyes estatales para acomodarlas a lo dispuesto en el Estatuto. La fórmula que adoptó el Parlamento de Cataluña fue "instar" a las Cortes Generales a que cambiaran las leyes para que la Generalidad pudiera algunas de las nuevas competencias que le atribuye el Estatuto, por lo que éstas no serían ejercidas por la Generalidad hasta que los cambios legales entraran en vigor. Sin embargo, un informe encargado por el Ministerio de Administraciones Públicas a cuatro reputados juristas indicaba que "la ampliación de competencias [en el Estatuto] es masiva, injustificada y claramente contraria a la Constitución". Además rechazaban el blindaje de las nuevas competencias que pretendía asumir la Generalidad porque suponía "maniatar al Estado".
Entre las competencias económicas y financieras, una de las más destacadas por los medios fue que la Generalidad era la administración que fijaba los horarios comerciales (art. 121), así como que se otorgaba a la Generalidad la regulación de la organización de las cajas de ahorros, que incluía la determinación del estatuto jurídico de los miembros de los órganos rectores y de los otros altos cargos (artículo 126). En cuanto a las infraestructuras, la propuesta del Parlamento de Cataluña incluía que la posición de la Generalidad sería determinante para decidir si llevaba a cabo un trasvase entre cuencas fluviales que afectaran a su territorio (art. 117).
Una de las novedades más destacadas por las fuerzas políticas y los medios catalanes fue que la Generalidad asumía competencias en inmigración que hasta entonces no tenía, incluyendo la potestad de establecer, a través de la Comisión Bilateral con el Estado, el contingente de inmigrantes que podía recibir Cataluña, además de ocuparse de la integración social y económica de ellos (art. 138). Otra novedad era la competencia de la Generalidad para gestionar los servicios del régimen económico de la Seguridad Social de España, uno de los puntos más criticados por el Partido Popular por considerar que rompía la caja única de la Seguridad Social (art.165).
En cuanto a educación, cultura, deporte y ocio, uno de los aspectos más destacados por los medios catalanes fue la competencia de la proyección exterior del deporte catalán, lo que suponía que se podrían formar selecciones catalanas que participaran en las competiciones oficiales internacionales (artículo 134).
En cuanto a las nuevas competencias administrativas, se destacó que sería la Generalidad el organismo que fijaría las competencias de los entes locales de Cataluña, lo que incluía la desaparición de las cuatro diputaciones provinciales catalanas, que serían sustituidas por siete veguerías (art. 151 y 160).

## Las modificaciones introducidas por las Cortes Generales
Durante la tramitación en el Congreso de los Diputados el Título sobre las competencias sufrió importantes modificaciones, empezando por la definición de competencia exclusiva, de la que se suprimió el adjetivo "excluyente", como resultado del acuerdo alcanzado entre Rodríguez Zapatero y Artur Mas. Asimismo fue suprimido el apartado que hacía referencia a que la Generalidad asumía la gestión de competencias estatales apelando al artículo 150.2 de la Constitución que permite al gobierno "transferir o delegar" competencias del Estado a las comunidades autónomas. De esta forma un buen número de competencias desparecieron del Estatuto, como la gestión de "las infraestructuras de telecomunicaciones situadas en Cataluña", la posibilidad de expedir licencias para conducir vehículos, la "selección de trabajadores extranjeros en sus países de origen con destino a Cataluña" o la gestión del aeropuerto de Barcelona, una de las principales reivindicaciones de los partidos catalanes. También fueron suprimidas otra dos competencias de las más ambicionadas por los partidos catalanes, la "autorización para la convocatoria de consultas populares por vía de referéndum", y la posibilidad de disponer de selecciones deportivas catalanas.
A continuación se muestran las cambios introducidos por las Cortes Generales al proyecto aprobado por el Parlamento de Cataluña (las diferencias se muestran en negrita) además de los tres incisos de los artículos 111, 120 y 126 declarados inconstitucionales por la Sentencia del Tribunal Constitucional sobre el Estatuto de Autonomía de Cataluña de 2006 (que aparecen tachados).

### Tipos, alcance territorial y efectos de las competencias
Propuesta aprobada por el Parlamento de Cataluña en 2005
Redacción final aprobada por las Cortes Generales en 2006

Artículo 110. Competencias exclusivas.

1. Corresponden a la Generalidad, en el ámbito de sus competencias exclusivas, de forma íntegra y excluyente, con el único límite que el de respetar las condiciones básicas a que se refiere el artículo 149.1.1. de la Constitución, la potestad legislativa, la potestad reglamentaria y la función ejecutiva. Corresponde únicamente a la Generalidad el ejercicio de estas potestades y funciones, mediante las cuales puede establecer políticas propias.
Artículo 110. Competencias exclusivas.

1. Corresponden a la Generalidad, en el ámbito de sus competencias exclusivas, de forma íntegra la potestad legislativa, la potestad reglamentaria y la función ejecutiva. Corresponde únicamente a la Generalidad el ejercicio de estas potestades y funciones, mediante las cuales puede establecer políticas propias.

Artículo 111. Competencias compartidas.

En las materias que el Estatuto atribuye a la Generalidad de forma compartida con el Estado, corresponden a la Generalidad la potestad legislativa, y la integridad de la potestad reglamentaria y de la función ejecutiva, en el marco de los principios o los estándares mínimos que fije el Estado en normas con rango de ley, excepto en los casos que establecen expresamente la Constitución y el presente Estatuto. En el ejercicio de estas competencias, la Generalidad puede establecer políticas propias. El Parlamento debe concretar a través de una ley la efectividad y el desarrollo de estas disposiciones estatales.
Artículo 111. Competencias compartidas.

En las materias que el Estatuto atribuye a la Generalidad de forma compartida con el Estado, corresponden a la Generalidad la potestad legislativa, la potestad reglamentaria y la función ejecutiva, en el marco de las bases que fije el Estado como principios o mínimo común normativo en normas con rango de ley, excepto en los supuestos que se determinen de acuerdo con la Constitución y el presente Estatuto. En el ejercicio de estas competencias, la Generalidad puede establecer políticas propias. El Parlamento debe desarrollar y concretar a través de una ley aquellas previsiones básicas

Artículo 112. Competencias ejecutivas. 

Corresponde a la Generalidad, en las materias en que este Estatuto le atribuye la función ejecutiva, la potestad reglamentaria, que comprende la aprobación de reglamentos de desarrollo y la ejecución de la normativa del Estado dictada para establecer la ordenación general de la materia, así como la función ejecutiva, que en todo caso incluye la potestad de organización de su propia administración, las actividades de planificación y planificación, las facultades de intervención administrativa, la actividad registral, las potestades inspectoras y sancionadoras, la ejecución de las subvenciones y todas las otras funciones y actividades que el ordenamiento atribuye a la Administración pública.
Artículo 112. Competencias ejecutivas. 

Corresponde a la Generalidad en el ámbito de sus competencias ejecutivas, la potestad reglamentaria, que comprende la aprobación de disposiciones para la ejecución de la normativa del Estado, así como la función ejecutiva, que en todo caso incluye la potestad de organización de su propia administración y, en general, todas aquellas funciones y actividades que el ordenamiento atribuye a la Administración pública.

Artículo 115. Alcance territorial y efectos de las competencias. 

2. La Generalidad, en los casos en que el objeto de sus competencias tiene un alcance territorial superior al del territorio de Cataluña, ejerce sus competencias sobre la parte de este objeto situada en su territorio, sin perjuicio de lo que establece este Estatuto para cada materia. En el supuesto en la fragmentación de la actividad pública sea inviable, la Generalidad debe establecer, de acuerdo con los entes territoriales con competencia sobre la materia afectada, los instrumentos de colaboración necesarios para el ejercicio de las competencias en el territorio respectivo. Sólo cuando no sea posible esta colaboración, el Estado, con el acuerdo de la Comisión Bilateral Generalitat – Estado, puede establecer mecanismos de coordinación para el ejercicio de las competencias respectivas.
Artículo 115. Alcance territorial y efectos de las competencias. 

2. La Generalidad, en los casos en que el objeto de sus competencias tiene un alcance territorial superior al del territorio de Cataluña, ejerce sus competencias sobre la parte de este objeto situada en su territorio, sin perjuicio de los instrumentos de colaboración que se establezcan con otros entes territoriales o, subsidiariamente, de la coordinación por el Estado de las Comunidades Autónomas afectadas.

### Economía
Propuesta aprobada por el Parlamento de Cataluña en 2005
Redacción final aprobada por las Cortes Generales en 2006

Artículo 114. Actividad de fomento. 

1. Corresponde a la Generalidad, en las materias de su competencia, el ejercicio de la actividad de fomento. A tal fin, de acuerdo con lo que dispongan las leyes del Parlamento, la Generalidad puede otorgar subvenciones con cargo a fondos propios, precisando los objetivos, regulando las condiciones de otorgamiento y gestionando la tramitación y la concesión. 

2. Corresponde a la Generalidad, en las materias de competencia exclusiva, la especificación de los objetivos a los que se destinan las subvenciones estatales y comunitarias europeas así como la regulación de las condiciones de otorgamiento y la gestión, incluyendo la tramitación y la concesión. Los fondos estatales deben consignarse como ingresos propios de las finanzas de la Generalidad.

3. Corresponde a la Generalidad, en las materias de competencia compartida, precisar normativamente los objetivos a los que se destinan las subvenciones estatales y comunitarias europeas, así como completar la regulación de las condiciones de otorgamiento y toda la gestión, incluyendo la tramitación y la concesión. 

4. Corresponde a la Generalidad, en las materias de competencia ejecutiva, la gestión de las subvenciones estatales y comunitarias europeas, incluyendo la tramitación y la concesión.
Artículo 114. Actividad de fomento. 

1. Corresponde a la Generalidad, en las materias de su competencia, el ejercicio de la actividad de fomento. A tal fin, la Generalidad puede otorgar subvenciones con cargo a fondos propios. 

2. Corresponde a la Generalidad, en las materias de competencia exclusiva, la especificación de los objetivos a los que se destinan las subvenciones estatales y comunitarias europeas territorializables así como la regulación de las condiciones de otorgamiento y la gestión, incluyendo la tramitación y la concesión. 

3. Corresponde a la Generalidad, en las materias de competencia compartida, precisar normativamente los objetivos a los que se destinan las subvenciones estatales y comunitarias europeas territorializables, así como completar la regulación de las condiciones de otorgamiento y toda la gestión, incluyendo la tramitación y la concesión. 

4. Corresponde a la Generalidad, en las materias de competencia ejecutiva, la gestión de las subvenciones estatales y comunitarias europeas territorializables, incluyendo la tramitación y la concesión. 

5. La Generalidad participa en la determinación del carácter no territorializable de las subvenciones estatales y comunitarias europeas. Asimismo, participa, en los términos que fije el Estado, en su gestión y tramitación.

Artículo 116. Agricultura, ganadería y aprovechamientos forestales. 

1. Corresponde a la Generalidad la competencia exclusiva en materia de agricultura y ganadería, excepto lo que especifica el apartado 2. Esta competencia incluye en todo caso: 

a) La regulación y el desarrollo de la agricultura, la ganadería y el sector agroalimentario y los servicios que están vinculados a ellos. 

b) La regulación y la ejecución sobre la calidad, la trazabilidad y las condiciones de los productos agrícolas y ganaderos y de los productos alimentarios que derivan de ellos porque puedan ser objeto de comercio interior y exterior, y también la lucha contra los fraudes en el ámbito de la producción y la comercialización agroalimentarias. 

e) Las semillas y los planteles, especialmente todo aquello relacionado con los organismos genéticamente modificados y la protección de variedades vegetales. 

h) La regulación y el régimen de intervención administrativa y de usos de los montes, de los aprovechamientos y los servicios forestales, del suelo agrario y de las vías pecuarias de Cataluña. 

2. Corresponde a la Generalidad la competencia compartida sobre la planificación de la agricultura y la ganadería.
Artículo 116. Agricultura, ganadería y aprovechamientos forestales. 

1. Corresponde a la Generalidad, respetando lo establecido por el Estado en el ejercicio de las competencias que le atribuye el artículo 149.1.13 y 16 de la Constitución, la competencia exclusiva en materia de agricultura y ganadería. Esta competencia incluye en todo caso: 

a) La regulación y el desarrollo de la agricultura, la ganadería y el sector agroalimentario. 

b) La regulación y la ejecución sobre la calidad, la trazabilidad y las condiciones de los productos agrícolas y ganaderos, así como la lucha contra los fraudes en el ámbito de la producción y la comercialización agroalimentarias. 

e) Las semillas y los planteles, especialmente todo aquello relacionado con los organismos genéticamente modificados. 

2. Corresponde a la Generalidad la competencia compartida sobre: 

a) La planificación de la agricultura y la ganadería y el sector agroalimentario. 

b) La regulación y el régimen de intervención administrativa y de usos de los montes, de los aprovechamientos y los servicios forestales y de las vías pecuarias de Cataluña.

Artículo 119. Caza, pesca, actividades marítimas y ordenación del sector pesquero. 

1. Corresponde a la Generalidad la competencia exclusiva en materia de caza y pesca fluvial, que incluye en todo caso: 

c) Las medidas de protección de las especies y el régimen sancionador. 

3. Corresponde a la Generalidad la competencia exclusiva en materia de actividades marítimas en aguas interiores y exteriores, que incluye en todo caso:

4. Corresponde a la Generalidad la competencia exclusiva en materia de ordenación del sector pesquero, excepto lo que especifica el apartado 5. Esta competencia incluye, en todo caso, la ordenación y las medidas administrativas de ejecución relativas a las condiciones profesionales para el ejercicio de la pesca, la construcción, la seguridad y el registro oficial de barcos, cofradías de pescadores y lonjas de contratación, y el Instituo Social de la Marina. 

5. Corresponde a la Generalidad la competencia compartida sobre la planificación de la ordenación del sector pesquero.
Artículo 119. Caza, pesca, actividades marítimas y ordenación del sector pesquero. 

1. Corresponde a la Generalidad la competencia exclusiva en materia de caza y pesca fluvial, que incluye en todo caso: 

3. Corresponde a la Generalidad la competencia exclusiva en materia de actividades marítimas, que incluye en todo caso: 

4. Corresponde a la Generalidad la competencia compartida en materia de ordenación del sector pesquero. Esta competencia incluye, en todo caso, la ordenación y las medidas administrativas de ejecución relativas a las condiciones profesionales para el ejercicio de la pesca, la construcción, la seguridad y el registro oficial de barcos, cofradías de pescadores y lonjas de contratación.

Artículo 121. Comercio y ferias. 

1. Corresponde a la Generalidad la competencia exclusiva en materia de comercio y ferias, que incluye la regulación de la actividad ferial no internacional y la ordenación administrativa de la actividad comercial, la cual a su vez incluye en todo caso: 

a) La determinación de la actividad, la fijación de las condiciones y los requisitos administrativos para ejercerla y de los lugares y los establecimientos donde se lleve a cabo y la regulación administrativa del comercio electrónico o del comercio por cualquier otro medio si la empresa, el consumidor o consumidora o el usuario o usuaria del servicio o el producto tiene domicilio en Cataluña. 

c) La regulación de los horarios comerciales.
Artículo 121. Comercio y ferias. 

1. Corresponde a la Generalidad la competencia exclusiva en materia de comercio y ferias, que incluye la regulación de la actividad ferial no internacional y la ordenación administrativa de la actividad comercial, la cual a su vez incluye en todo caso: 

a) La determinación de las condiciones administrativas para ejercerla, la de los lugares y los establecimientos donde se lleve a cabo y la ordenación administrativa del comercio electrónico o del comercio por cualquier otro medio. 

c) La regulación de los horarios comerciales respetando en su ejercicio el principio constitucional de unidad de mercado.

Artículo 123. Consumo. 

Corresponde a la Generalidad la competencia exclusiva en materia de consumo, que incluye en todo caso: 

e) La definición de consumidor o consumidora. 

f) La regulación de la información.
Artículo 123. Consumo. 

Corresponde a la Generalidad la competencia exclusiva en materia de consumo, que incluye en todo caso: 

e) La regulación de la información en materia de consumidores y usuarios.

Artículo 133. Energía y minas. 

1. Corresponde a la Generalidad la competencia compartida en materia de energía, de acuerdo con los principios que establece la legislación básica estatal sobre régimen energético i las reglas sobre reservas estratégicas. Esta competencia incluye en todo caso: 

b) La regulación de la actividad de distribución de energía que se lleve a cabo en Cataluña, el otorgamiento de las autorizaciones de las instalaciones correspondientes y el ejercicio de las actividades de intervención, de inspección y control de todas las instalaciones existentes en Cataluña. 

c) El establecimiento de las normas de calidad de los servicios de suministro de energía. 

e)La regulación de la retribución de la actividad de distribución y del régimen económico aplicable a la dotación de nuevos suministros. 

f)La designación del gestor de red de distribución eléctrica. 

3. La Generalidad participa en los organismos estatales reguladores del sector energético y en  la planificación de ámbito estatal del sector de la energía que afecte al territorio de Cataluña. 

4. Corresponde a la Generalidad la competencia compartida sobre el régimen minero de acuerdo con los principios de la legislación básica estatal en esta materia. Esta competencia incluye, en todo caso, la regulación y el régimen de intervención administrativa y control de las minas y los recursos mineros que estén situados en Cataluña y de las actividades extractivas que se lleven a cabo.
Artículo 133. Energía y minas. 

1. Corresponde a la Generalidad la competencia compartida en materia de energía. Esta competencia incluye en todo caso: 

b) La regulación de la actividad de distribución de energía que se lleve a cabo en Cataluña, el otorgamiento de las autorizaciones de las instalaciones correspondientes y el ejercicio de las actividades de inspección y control de todas las instalaciones existentes en Cataluña. 

c) El desarrollo de las normas complementarias de calidad de los servicios de suministro de energía. 

3. La Generalidad participa en la regulación y planificación de ámbito estatal del sector de la energía que afecte al territorio de Cataluña. 

4. Corresponde a la Generalidad la competencia compartida sobre el régimen minero. Esta competencia incluye, en todo caso, la regulación y el régimen de intervención administrativa y control de las minas y los recursos mineros que estén situados en el territorio de Cataluña y de las actividades extractivas que se lleven a cabo.

Artículo 139. Industria, artesanía, control metrológico y contraste de metales. 

1. Corresponde a la Generalidad la competencia exclusiva en materia de industria, sin perjuicio de lo establecido en el apartado 2. Esta competencia exclusiva incluye, en todo caso: 

a)la ordenación de los sectores y de los procesos industriales en Cataluña, 

b) la seguridad de las actividades, de las instalaciones, de los equipos, de los procesos y de los productos industriales, incluyendo los vehículos industriales, así como el régimen jurídico de las entidades que llevan a cabo en el ámbito reglamentario actividades de certificación, ensayo, inspección o auditoría en Cataluña. 

c) La promoción y la regulación de la calidad, la innovación y la investigación industriales, así como la promoción y la regulación de los organismos de normalización y de las entidades de acreditación de ámbito autonómico. 

d)La regulación y el régimen de intervención administrativa en las actividades industriales que puedan producir impacto en la seguridad o la salud de las personas. 

e)La regulación y el régimen de intervención administrativa en materia de homologación de los tipos, de las partes y de los componentes de los vehículos, y la realización de las inspecciones de la producción de vehículos y de sus partes y piezas sujetas a homologación. 

2. Corresponde a la Generalidad la competencia compartida sobre la planificación de la industria, de acuerdo con los principios que establece el Estado en materia de planificación general de la economía. En todo caso, corresponde a la Generalidad la competencia para ejecutar los planes estatales de sectores industriales y de reindustrialización.
Artículo 139. Industria, artesanía, control metrológico y contraste de metales. 

1. Corresponde a la Generalidad la competencia exclusiva en materia de industria, salvo lo establecido en el apartado 2. Esta competencia incluye, en todo caso, la ordenación de los sectores y de los procesos industriales en Cataluña, la seguridad de las actividades, de las instalaciones, de los equipos, de los procesos y de los productos industriales, y la regulación de las actividades industriales que puedan producir impacto en la seguridad o salud de las personas. 

2. Corresponde a la Generalidad la competencia compartida sobre la planificación de la industria, en el marco de la planificación general de la economía.

Artículo 152. Planificación, ordenación y promoción de la actividad económica. 

2. Corresponde a la Generalidad el desarrollo y la gestión de la planificación general de la actividad económica. Esta competencia incluye en todo caso: 

b) La participación en la planificación estatal por medio de la Comisión Bilateral Generalitat – Estado. 

c) La actuación como administración ordinaria en la gestión de los planes, incluyendo los fondos y los recursos de origen estatal destinados al fomento de la actividad económica. 

3. Corresponde a la Generalidad la competencia exclusiva sobre la ordenación y la promoción de la actividad económica.
Artículo 152. Planificación, ordenación y promoción de la actividad económica. 

1. Corresponde a la Generalidad la competencia para la promoción de la actividad económica en Cataluña. 

2. Corresponde a la Generalidad la competencia compartida sobre la ordenación de la actividad económica en Cataluña. 

4. Corresponde a la Generalidad el desarrollo y la gestión de la planificación general de la actividad económica. Esta competencia incluye en todo caso: 

b) La participación en la planificación estatal a través de los mecanismos previstos en el Título V. 

c) La gestión de los planes, incluyendo los fondos y los recursos de origen estatal destinados al fomento de la actividad económica, en los términos que se establezcan mediante convenio.

Artículo 154. Promoción y defensa de la competencia. 

1. Corresponde a la Generalidad la competencia exclusiva en materia de promoción de la competencia en las actividades económicas que se ejercen principalmente en Cataluña. 

2. Corresponde a la Generalidad la competencia ejecutiva en materia de defensa de la competencia en el ejercicio de las actividades económicas que alteren o puedan alterar la libre competencia del mercado en un ámbito que no supere el territorio de Cataluña. Esta competencia incluye en todo caso: 

a) La regulación y la ejecución relativas al control de las concentraciones empresariales. 

b)La regulación y la ejecución sobre el control de las ayudas públicas. 

c)La regulación, la inspección y la ejecución del procedimiento sancionador. 

d)La garantía de la defensa de la competencia en el ejercicio de la actividad comercial. 

3.La Generalidad participa en los organismos de ámbito estatal y europeo que tienen atribuidas funciones homólogas en materia de promoción y defensa de la competencia. 

4. Corresponde a la Generalidad la competencia exclusiva sobre el establecimiento y la regulación del Tribunal Catalán de Defensa de la Competencia, como órgano independiente, con jurisdicción sobre todo el territorio de Cataluña, al que corresponde en exclusiva tratar de las actividades económicas que se lleven a cabo principalmente en Cataluña y que alteren o puedan alterar la competencia. También le corresponde el establecimiento, la regulación, la tramitación y la resolución de los procedimientos que se sigan ante él.
Artículo 154. Promoción y defensa de la competencia. 

1. Corresponde a la Generalidad la competencia exclusiva en materia de promoción de la competencia en los mercados respecto de las actividades económicas que se ejercen principalmente en Cataluña. 

2. Corresponde a la Generalidad la competencia ejecutiva en materia de defensa de la competencia en el ejercicio de las actividades económicas que alteren o puedan alterar la libre competencia del mercado en un ámbito que no supere el territorio de Cataluña. Esta competencia incluye en todo caso: 

a) La ejecución en medidas relativas a los procesos económicos que afecten a la competencia. 

b) La inspección y ejecución del procedimiento sancionador. 

c) La defensa de la competencia en el ejercicio de la actividad comercial. 

3. Corresponde a la Generalidad la competencia exclusiva sobre el establecimiento y la regulación del Tribunal Catalán de Defensa de la Competencia, como órgano independiente, con jurisdicción sobre todo el territorio de Cataluña, al que corresponde en exclusiva tratar de las actividades económicas que se lleven a cabo principalmente en Cataluña y que alteren o puedan alterar la competencia en los términos previstos en los apartados 1 y 2 de este artículo.

Artículo 157. Publicidad. 

Corresponde a la Generalidad la competencia exclusiva sobre la regulación de la actividad publicitaria.
Artículo 157. Publicidad. 

Corresponde a la Generalidad la competencia exclusiva sobre la regulación de la actividad publicitaria, sin perjuicio de la legislación mercantil del Estado.

Artículo 171. Turismo. 

Corresponde a la Generalidad la competencia exclusiva en materia de turismo, que incluye en todo caso: 

a) La ordenación y la planificación del sector turístico. 

b) La promoción del turismo que incluye la suscripción de acuerdos con entes extranjeros y la creación de oficinas en el extranjero. 

c) La regulación y la clasificación de las empresas y establecimientos turísticos y la gestión de la red de establecimientos turísticos de titularidad pública, incluyendo los establecimientos de la red de Paradores Nacionales situados en Cataluña.
Artículo 171. Turismo. 

Corresponde a la Generalidad la competencia exclusiva en materia de turismo, que incluye en todo caso: 

a) La ordenación y la planificación del sector turístico. 

b) La promoción del turismo que incluye la suscripción de acuerdos con entes extranjeros y la creación de oficinas en el extranjero. 

c) La regulación y la clasificación de las empresas y establecimientos turísticos y la gestión de la red de establecimientos turísticos de titularidad de la Generalidad. 

Con el fin de facilitar la coordinación entre éstos y los establecimientos de la red de Paradores del Estado que se ubican en Cataluña, la Generalidad participa, en los términos que establezca la legislación estatal, en los órganos de administración de Paradores de Turismo de España.

### Finanzas
Propuesta aprobada por el Parlamento de Cataluña en 2005
Redacción final aprobada por las Cortes Generales en 2006

Artículo 120. Cajas de ahorros. 

1. Corresponde a la Generalidad, en materia de cajas de ahorros con domicilio en Cataluña, la competencia exclusiva sobre la regulación de su organización, que incluye en todo caso: 

f)La supervisión del proceso de emisión y distribución de las cuotas participativas. 

2. Corresponde a la Generalidad, en materia de cajas de ahorro con domicilio en Cataluña, la competencia compartida sobre la actividad financiera, de acuerdo con los principios y las reglas que establece la legislación básica estatal sobre ordenación del crédito y la política monetaria del Estado. Dentro de estas bases, las competencias de la Generalidad incluyen la regulación de la distribución de los excedentes y de la obra social de las cajas. 

3. Corresponde a la Generalidad, en materia de cajas de ahorro con domicilio en Cataluña, la competencia compartida sobre disciplina, inspección y sanción de las cajas, de acuerdo con los principios y las reglas que establece la legislación básica estatal sobre ordenación del crédito y de la banca. Esta competencia incluye, en todo caso: 

a) La gradación de las infracciones y sanciones que establezca el Estado.
b) El establecimiento de sanciones adicionales. 

4. La Generalidad colabora en las actividades de inspección y sanción que el Ministerio de Economía y Hacienda y el Banco de España ejercen sobre las cajas de ahorro en Cataluña.
Artículo 120. Cajas de ahorros.

1. Corresponde a la Generalidad, en materia de cajas de ahorros con domicilio en Cataluña, la competencia exclusiva sobre la regulación de su organización, respetando lo establecido por el Estado en el ejercicio de las competencias que le atribuyen los artículos 149.1.11 y 149.1.13 de la Constitución. Esta competencia incluye en todo caso: 

2. Corresponde a la Generalidad, en materia de cajas de ahorro con domicilio en Cataluña, la competencia compartida sobre la actividad financiera, de acuerdo con los principios, reglas y estándares mínimos que establezcan las bases estatales, que incluye, en todo caso, la regulación de la distribución de los excedentes y de la obra social de las cajas. 

Asimismo, la Generalidad efectuará el seguimiento del proceso de emisión y distribución de cuotas participativas, exceptuando los aspectos relativos al régimen de ofertas públicas de venta o suscripción de valores y admisión a negociación, a la estabilidad financiera y a la solvencia.

3. Corresponde a la Generalidad, en materia de cajas de ahorro con domicilio en Cataluña, la competencia compartida sobre disciplina, inspección y sanción de las cajas. Esta competencia incluye, en todo caso, el establecimiento de infracciones y sanciones adicionales en materias de su competencia. 

4. La Generalidad, de acuerdo con lo establecido en la legislación estatal, colabora en las actividades de inspección y sanción que el Ministerio de Economía y Hacienda y el Banco de España ejercen sobre las cajas de ahorro con domicilio en Cataluña.

Artículo 126. Crédito, banca, seguros y mutualidades no integradas en el sistema de seguridad social.

1. Corresponde a la Generalidad, en materia de ordenación del crédito, de la banca, de los seguros y de las mutualidades no integradas en el sistema de la seguridad social, la competencia exclusiva sobre la estructura, la organización y el funcionamiento de las mutualidades de previsión social, las entidades gestoras de planes y fondos de pensiones y otras mutualidades no integradas en el sistema de seguridad social que tengan su domicilio social en Cataluña, con independencia de su ámbito de operación y el del alcance del riesgo asegurado. 
 
2. Corresponde a la Generalidad en materia de ordenación del crédito, de la banca, de los seguros y de las mutualidades no integradas en el sistema de la seguridad social, la competencia compartida sobre la estructura, la organización y el funcionamiento de los intermediarios financieros que no sean cajas de ahorro, de las cooperativas de crédito y de las entidades gestoras de planes y fondos de pensiones y de las entidades físicas y jurídicas que actúan en el mercado asegurador a las que no hace referencia el apartado 1 que tengan el domicilio en Cataluña, con independencia de su ámbito de operación y del alcance del riesgo asegurado. 

3. Corresponde a la Generalidad en materia de ordenación del crédito, de la banca, de los seguros y de las mutualidades no integradas en el sistema de la seguridad social,  la competencia compartida sobre la actividad de las entidades a que hacen referencia los apartados 1 y 2 que tengan el domicilio en Cataluña, de acuerdo con los principios y reglas que establece el Estado respecto a las actividades que estas entidades desarrollen fuera de Cataluña. Esta competencia incluye: 

a)El establecimiento de obligaciones y de limitaciones adicionales a esta actividad. 

b) Los actos de ejecución reglados que establece la legislación estatal. 

4. Corresponde a la Generalidad, respecto de la actividad que desarrollan las entidades a que hacen referencia los apartados 1 y 2 que tengan el domicilio fuera de Cataluña, la competencia compartida sobre sus actividades de acuerdo con las reglas de coordinación que establezca el Estado. 

5. Corresponde a la Generalidad la competencia compartida sobre disciplina, inspección y sanción de las entidades a que hacen referencia los apartados 1 y 2 que tengan el domicilio social en Cataluña, de acuerdo con los principios y las reglas que establece la legislación básica sobre ordenación del crédito, de la banca, de los seguros y de acuerdo con las reglas de coordinación que establezca el Estado respecto a las actividades que estas entidades desarrollan fuera de Cataluña. Esta competencia incluye: 

a) La gradación de las infracciones y de las sanciones que establece el Estado. 

b)El establecimiento de infracciones adicionales. 

c)La supervisión y el control de las participaciones significativas. 

6. La Generalidad, respecto de la actividad que llevan a cabo en Cataluña las entidades a que hacen referencia los apartados 1 y 2 que tienen el domicilio fuera de Cataluña, tiene competencia compartida en materia de disciplina, inspección y sanción, de acuerdo con las reglas de coordinación que establezca el Estado.

7. La concesión por la Administración General del Estado de autorizacione discreccionales en materia de ordenación del crédito, de la banca, de los seguros y de las mutualidades no integradas en el sistema de seguridad social requiere la deliberación y el informe previos de la Comisión Bilateral Generalidad - Estado.

8. La Generalidad, en materia de ordenación del crédito, de la banca, de los seguros y de las mutualidades no integradas en el sistema de seguridad social, ejecuta las actividades de inspección y sanción correspondientes a la Administración General del Estado sobre las entidades que actúan en Cataluña.

9. Corresponde a la Generalidad la competencia compartida en materia de cooperativas de crédito que lleven a cabo mayoritariamente su actividad con los socios respectivos en Cataluña o que, a pesar de que lleven a cabo mayoritariamente su actividad en Cataluña, tienen allí su domilicio y no llevan a cabo mayoritariamente su actividad en otra comunidad autónoma.
Artículo 126. Crédito, banca, seguros y mutualidades no integradas en el sistema de seguridad social. 

1. Corresponde a la Generalidad la competencia exclusiva sobre la estructura, la organización y el funcionamiento de las mutualidades de previsión social no integradas en el sistema de Seguridad Social. 

2. Corresponde a la Generalidad la competencia compartida sobre la estructura, la organización y el funcionamiento de las entidades de crédito que no sean cajas de ahorro, de las cooperativas de crédito y de las entidades gestoras de planes y fondos de pensiones y de las entidades físicas y jurídicas que actúan en el mercado asegurador a las que no hace referencia el apartado 1, de acuerdo con los principios, reglas y estándares mínimos fijados en las bases estatales. 

3. Corresponde a la Generalidad la competencia compartida sobre la actividad de las entidades a que hacen referencia los apartados 1 y 2. Esta competencia incluye los actos de ejecución reglados que le atribuya la legislación estatal. 

4. Corresponde a la Generalidad la competencia compartida sobre disciplina, inspección y sanción de las entidades a que se refiere el apartado 2.

Artículo 145. Mercados de valores y centros de contratación. 

Corresponde a la Generalidad la competencia compartida en materia de mercados de valores y centros de contratación situados en Cataluña, de acuerdo con los principios y las reglas que establece la normativa básica en materia de mercado de valores. Esta competencia incluye en todo caso: 

e) El establecimiento de un régimen de incompatibilidades adicional con relación a los administradores de las empresas de servicios de inversión que operen en Cataluña. 

f)El establecimiento de mecanismos adicionales de publicidad con relación a las emisiones, los agentes y el funcionamiento de los mercados de valores. 

h)Los actos de ejecución reglados que establece la legislación estatal.
Artículo 145. Mercados de valores y centros de contratación. 

Corresponde a la Generalidad la competencia compartida en materia de mercados de valores y centros de contratación situados en Cataluña. Esta competencia incluye en todo caso:

### Infraestructuras, vivienda, medio ambiente y ordenación del territorio
Propuesta aprobada por el Parlamento de Cataluña en 2005
Redacción final aprobada por las Cortes Generales en 2006

Artículo 117. Agua y obras hidráulicas. 

1. Corresponde a la Generalidad, en materia de agua de las cuencas hidrográficas intracomunitarias, la competencia exclusiva, que incluye en todo caso: 

a) La ordenación, la planificación y la gestión del agua superficial y subterránea, de los usos y de los aprovechamientos hidráulicos, así como de las obras hidráulicas que no estén calificadas de interés general. 

2. Corresponde a la Generalidad la ejecución de la legislación estatal sobre el dominio público hidráulico y la ejecución y la explotación de las obras de interés general. 

3. La Generalidad participa en la planificación hidrológica y en los órganos de gestión estatales de los recursos hídricos y de los aprovechamientos hidráulicos que pertenezcan a cuencas hidrográficas intercomunitarias. Corresponde a la Generalidad, en todo caso, dentro de su ámbito territorial, la competencia ejecutiva sobre:
a) Todas las facultades de policía del dominio público hidráulico. 
 
b) La adopción de medidas de protección y saneamiento de los recursos hídricos y de los ecosistemas acuáticos. 

b) La ejecución y la explotación de las obras de titularidad estatal. 

d) La gestión de la parte de los recursos hídricos y de los aprovechamientos hidráulicos que pase por Cataluña, de acuerdo con lo que establecen los apartados 1 y 2. 

5. La Generalidad es competente  para ejecutar y regular la planificación hidrológica de los recursos hídricos y de los aprovechamientos hidráulicos que pasen o finalicen en Cataluña provenientes de territorios de fuera del ámbito estatal español, de acuerdo con los mecanismos que establece el Título V.
Artículo 117. Agua y obras hidráulicas. 

1. Corresponde a la Generalidad, en materia de aguas que pertenezcan a cuencas hidrográficas intracomunitarias, la competencia exclusiva, que incluye en todo caso: 

a) La ordenación administrativa, la planificación y la gestión del agua superficial y subterránea, de los usos y de los aprovechamientos hidráulicos, así como de las obras hidráulicas que no estén calificadas de interés general. 

2. La Generalidad, en los términos establecidos en la legislación estatal, asume competencias ejecutivas sobre el dominio público hidráulico y las obras de interés general. En estos mismos términos le corresponde la participación en la planificación y la programación de las obras de interés general. 

3. La Generalidad participa en la planificación hidrológica y en los órganos de gestión estatales de los recursos hídricos y de los aprovechamientos hidráulicos que pertenezcan a cuencas hidrográficas intercomunitarias. Corresponde a la Generalidad, dentro de su ámbito territorial, la competencia ejecutiva sobre: 

a) La adopción de medidas adicionales de protección y saneamiento de los recursos hídricos y de los ecosistemas acuáticos. 

b) La ejecución y la explotación de las obras de titularidad estatal si se establece mediante convenio. 

c) Las facultades de policía del dominio público hidráulico atribuidas por la legislación estatal. 

5. La Generalidad participa en la planificación hidrológica de los recursos hídricos y de los aprovechamientos hidráulicos que pasen o finalicen en Cataluña provenientes de territorios de fuera del ámbito estatal español, de acuerdo con los mecanismos que establece el Título V y participará en su ejecución en los términos previstos por la legislación estatal.

Artículo 137. Vivienda. 

1. Corresponde a la Generalidad la competencia exclusiva en materia de vivienda, que incluye en todo caso: 

b) La legislación civil sobre la propiedad horizontal, los arrendamientos urbanos y las especialidades del tráfico inmobiliario en los términos que establece el artículo 29. 

e) La regulación del comercio referido a viviendas y el establecimiento de medidas de protección y disciplinarias en este ámbito. 

j) Las condiciones de los edificios para la instalación de las infraestructuras comunes de telecomunicaciones, radiodifusión, telefonía básica y otros servicios por cable.
Artículo 137. Vivienda. 

1. Corresponde a la Generalidad la competencia exclusiva en materia de vivienda, que incluye en todo caso: 

d) La regulación administrativa del comercio referido a viviendas y el establecimiento de medidas de protección y disciplinarias en este ámbito. 

2. Corresponde a la Generalidad la competencia sobre las condiciones de los edificios para la instalación de infraestructuras comunes de telecomunicaciones, radiodifusión, telefonía básica y otros servicios por cable respetando la legislación del Estado en materia de telecomunicaciones.

Artículo 140. Infraestructuras del transporte y las comunicaciones. 

1. Corresponde a la Generalidad la competencia exclusiva sobre puertos, aeropuertos, helipuertos y demás infraestructuras de transporte en el territorio de Cataluña que no tengan la calificación lde interés general por ley del Estado. Esta competencia incluye en todo caso: 

a) El régimen jurídico, la planificación y la gestión de todos los puertos y aeropuertos, instalaciones portuarias y aeroportuarias, instalaciones marítimas menores, estaciones terminales de carga en recintos portuarios y aeroportuarios y demás infraestructuras de transporte que no tengan la calificación de interés general, con independencia de la administración que sea titular de los mismos. 

d) La delimitación de la zona de servicios de los puertos o los aeropuertos con el informe previo del titular del dominio público y los usos, equipamientos y actividades complementarias dentro del recinto del puerto o aeropuerto o de otras infraestructuras de transporte. 

3. La calificación de interés general por ley del Estado de un puerto o un aeropuerto situados en Cataluña requiere el informe previo de la Comisión Bilateral Generalidad – Estat, y su gestión corresponde a la Generalidad, de acuerdo con lo que establece la disposición adicional tercera. 

4. Corresponde a la Generalidad la participación en la planificación y la programación de puertos y aeropuertos de interés general. 

5. El puerto de Barcelona y el Puerto de Tarragona tienen un régimen especial de funcionamiento, que deben acordar la Generalidad y el Estado, a propuesta de la Comisión Bilateral Generalitat-Estado.

6.Una ley del Parlamento debe definir la organización y el régimen jurídico y económico del Puerto de Barcelona y el Puerto de Tarragona, que debe respetar los principios básicos de la legislación del Estado en materia de puertos de interés general. 

7.El Aeropuerto de Barcelona tiene un régimen especial de funcionamiento, que deben acordar la Generalidad y el Estado, a propuesta de la Comisión Bilateral Generalidad – Estado. 

8.Una ley del Parlamento debe definir la organización y el régimen jurídico y económico del Aeropuesto de Barcelona, que debe respetar los principios básicos de la legislación del Estado en materia de aeropuertos de interés general.

9. Corresponde a la Generalidad, la competencia exclusiva sobre su red viaria en todo el ámbito territorial de Cataluña. Integran esta red las carreteras, los túneles, las autopistas y las otras vías, con independencia de su calificación, funcionalidad, accesibilidad, conectividad y titularidad. Esta competencia incluye en todo caso: 

a) La ordenación, planificación y gestión integrada de la red viaria de Cataluña con independencia de la administración titular de cada vía. 

10.En el caso de modificación funcional, ampliación o modificación del régimen económico y financiero de los elementos que integran la red viaria de Cataluña que son de titularidad del Estado, se requiere el informe previo de la Generalidad. La posición expresada por la Generalidad debe de ser determinante para el Estado. 

11. Corresponde a la Generalidad, en materia de red ferroviaria, la competencia exclusiva con relación a las infraestructuras de las que es titular y la participación en la planificación y gestión de las infraestructuras de titularidad estatal situadas en Cataluña. La gestión incluye, en todo caso, la coordinación, la explotación, la conservación y la administración de las infraestructuras. 

7. Corresponde a la Generalidad la competencia compartida en materia de comunicaciones electrónicas, que incluye en todo caso: 

a) La regulación del acceso y la definición de un conjunto mínimo de servicios de acceso universal. 

b) La garantía de la interoperatividad de los sistemas y de los equipos de recepción de los servicios de comunicaciones electrónicas y de los contenidos que se distribuyan por ellos y de acceso a estos servicios y contenidos. 

c) La ordenación, la regulación y el control de las redes de comunicaciones electrónicas. 

13.Corresponde a la Generalidad, en materia de gestión del espacio radioeléctrico y en el marco de la planificación estatal, la competencia ejecutiva sobre las comunicaciones electrónicas dentro del territorio de Cataluña.
Artículo 140. Infraestructuras del transporte y las comunicaciones. 

1. Corresponde a la Generalidad la competencia exclusiva sobre puertos, aeropuertos, helipuertos y demás infraestructuras de transporte en el territorio de Cataluña que no tengan la calificación legal de interés general. Esta competencia incluye en todo caso: 

a) El régimen jurídico, la planificación y la gestión de todos los puertos y aeropuertos, instalaciones portuarias y aeroportuarias, instalaciones marítimas menores, estaciones terminales de carga en recintos portuarios y aeroportuarios y demás infraestructuras de transporte. 

d) La delimitación de la zona de servicios de los puertos o los aeropuertos, y la determinación de los usos, equipamientos y actividades complementarias dentro del recinto del puerto o aeropuerto o de otras infraestructuras de transporte, respetando las facultades del titular del dominio público. 

3. La calificación de interés general de un puerto, aeropuerto u otra infraestructura de transporte situada en Cataluña requiere el informe previo de la Generalidad, que podrá participar en su gestión, o asumirla, de acuerdo con lo previsto en las leyes. 

4. Corresponde a la Generalidad la participación en la planificación y la programación de puertos y aeropuertos de interés general en los términos que determine la normativa estatal. 

5. Corresponde a la Generalidad, la competencia exclusiva sobre su red viaria en todo el ámbito territorial de Cataluña, así como la participación en la gestión de la del Estado en Cataluña de acuerdo con lo previsto en la normativa estatal. Esta competencia incluye en todo caso: 

a) La ordenación, planificación y gestión integrada de la red viaria de Cataluña. 

6. Corresponde a la Generalidad, en materia de red ferroviaria, la competencia exclusiva con relación a las infraestructuras de las que es titular y la participación en la planificación y gestión de las infraestructuras de titularidad estatal situadas en Cataluña, de acuerdo con lo previsto en la normativa estatal. 

7. Corresponde a la Generalidad, de acuerdo con la normativa del Estado, la competencia ejecutiva en materia de comunicaciones electrónicas, que incluye en todo caso: 

a) Promover la existencia de un conjunto mínimo de servicios de acceso universal. 

b) La inspección de las infraestructuras comunes de telecomunicaciones y el ejercicio de la potestad sancionadora correspondiente. 

c) La resolución de conflictos entre operadores de radiodifusión que compartan múltiplex de cobertura no superior al territorio de Cataluña. 

d) La gestión del registro de instaladores de infraestructuras comunes de telecomunicaciones y del de gestores de múltiplex de ámbito no superior al territorio de Cataluña.

Artículo 144. Medio ambiente, espacios naturales y meteorología. 

1. Corresponde a la Generalidad la competencia compartida en materia de medio ambiente, de acuerdo con los principios de la legislación básica estatal, y la competencia para el establecimiento de normas adicionales de protección. Esta competencia compartida incluye en todo caso: 

b) La regulación, la tramitación y la resolución de los procedimientos de evaluación medioambiental de las obras, las instalaciones y las actividades situades en Cataluña y de los planes y los programas que afecten su territorio, con independencia de la administración competente para autorizarlas o aprobarlos, según lo que corresponda. 

h) La regulación y la gestión de los vertidos efectuados en las aguas territoriales correspondientes al litoral de Cataluña y de los efectuados en las aguas superficiales y subterráneas que no pasen por otra Comunidad Autónoma. En todo caso, dentro de su ámbito territorial, corresponde a la Generalidad la competencia ejecutiva sobre la intervención administrativa de los vertidos en las aguas superficiales y subterráneas que pasen por otra comunidad autónoma. 

k) La regulación y la promoción de las calificaciones relativas a productos, actividades, instalaciones, infraestructuras, procedimientos, procesos productivos o conductas respetuosas hacia el medio ambiente. 

2. Corresponde a la Generalidad, en materia de espacios naturales, la competencia exclusiva que incluye, en todo caso, la regulación y la declaración de las figuras de protección, delimitación, planificación y gestión de espacios naturales y de hábitats protegidos situados en Cataluña. 

3. La Generalidad, en el caso de los espacios naturales que superan el territorio de Cataluña, debe promover, de acuerdo con lo que establece el artículo 115.2, los instrumentos de colaboración con otras Comunidades Autónomas para crear, delimitar, regular y gestionar dichos espacios. En todo caso, la gestión del espacio situado en Cataluña corresponde a la Generalidad, excepto que se haya acordado la gestión conjunta con las comunidades limítrofes. 

4. La declaración y la delimitación de espacios naturales dotados de un régimen de protección estatal requiere el acuerdo previo de la Comisión Bilateral Generalidad-Estado. Si el espacio está situado íntegramente en el territorio de Cataluña, la gestión corresponde a la Generalidad; si sobrepasa este territorio, se aplica lo que establece el apartado 3. 

5. Corresponde a la Generalidad, en materia de meteorología y climatología, la competencia exclusiva sobre el servicio meteorológico propio, que incluye en todo caso el suministro de información meteorológica y climática, incluyendo el pronóstico, el control y el seguimiento de las situaciones meteorológicas de riesgo, así como la investigación en estos ámbitos y la elaboración de la cartografía climática. 

6. La Generalidad participa en las entidades internacionales que cumplen funciones meteorológicas y de protección ambiental en colaboración con el Estado o de manera autónoma si lo permite la normativa de la entidad correspondiente. 

7. La Generalidad ejerce sus competencias mediante el Cuerpo de Agentes Rurales, competentes en la vigilancia, el control, la protección, la prevención integral y la colaboración en la gestión del medio ambiente. Los miembros de este cuerpo tienen la condición de agentes de la autoridad y ejercen funciones de policía administrativa especial y policía judicial.
Artículo 144. Medio ambiente, espacios naturales y meteorología. 

1. Corresponde a la Generalidad la competencia compartida en materia de medio ambiente y la competencia para el establecimiento de normas adicionales de protección. Esta competencia compartida incluye en todo caso: 

g) La regulación y la gestión de los vertidos efectuados en las aguas interiores de Cataluña, así como de los efectuados en las aguas superficiales y subterráneas que no pasen por otra Comunidad Autónoma. En todo caso, dentro de su ámbito territorial, corresponde a la Generalidad la competencia ejecutiva sobre la intervención administrativa de los vertidos en las aguas superficiales y subterráneas. 

j) La promoción de las calificaciones relativas a productos, actividades, instalaciones, infraestructuras, procedimientos, procesos productivos o conductas respetuosas hacia el medio. 

l) Las medidas de protección de las especies y el régimen sancionador. 

2. Corresponde a la Generalidad, en materia de espacios naturales, la competencia exclusiva que, respetando lo dispuesto en el artículo 149.1.23 de la Constitución incluye, en todo caso, la regulación y la declaración de las figuras de protección, delimitación, planificación y gestión de espacios naturales y de hábitats protegidos situados en Cataluña. 

3. La Generalidad, en el caso de los espacios naturales que superan el territorio de Cataluña, debe promover los instrumentos de colaboración con otras Comunidades Autónomas para crear, delimitar, regular y gestionar dichos espacios. 

4. La declaración y la delimitación de espacios naturales dotados de un régimen de protección estatal requiere el informe preceptivo de la Comisión Bilateral Generalidad-Estado. Si el espacio está situado íntegramente en el territorio de Cataluña, la gestión corresponde a la Generalidad. 

5. Corresponde a la Generalidad el establecimiento de un servicio meteorológico propio, el suministro de información meteorológica y climática, incluyendo el pronóstico, el control y el seguimiento de las situaciones meteorológicas de riesgo, así como la investigación en estos ámbitos y la elaboración de la cartografía climática. 

6. La Generalidad ejerce sus competencias mediante el Cuerpo de Agentes Rurales, competentes en la vigilancia, el control, la protección, la prevención integral y la colaboración en la gestión del medio ambiente. Los miembros de este cuerpo tienen la condición de agentes de la autoridad y ejercen funciones de policía administrativa especial y policía judicial, en los términos previstos en la ley.

Artículo 148. Obras públicas. 

1. Corresponde a la Generalidad la competencia exclusiva en materia de obras públicas que se ejecutan en el territorio de Cataluña y que no hayan sido calificadas de interés general por una ley del Estado o no afectan a otra Comunidad Autónoma. Esta competencia incluye en todo caso su planificación, construcción y financiación. 

2. La calificación de interés general por una ley del Estado requiere la deliberación y el informe previos de la Comisión Bilateral Generalidad – Estat, tanto si es trata de una obra pública de nueva construcción como de una obra ya existente. Asimismo la Generalidad participa en la planificación y la programación de las obras públicas de nueva construcción, por medio de la Comisión Bilateral Generalidad – Estado. 

3. Corresponde a la Generalidad, una vez que la administración competente haya acabado la construcción de la obra, la gestión de los servicios públicos de su competencia a los cuales queden adscritas todas las obras públicas situadas en Cataluña. En el supuesto de obras calificadas de interés general o que afecten a otra Comunidad Autónoma, podrán suscribirse convenios de colaboración para gestionar los servicios públicos correspondientes.
Artículo 148. Obras públicas. 

1. Corresponde a la Generalidad la competencia exclusiva en materia de obras públicas que se ejecutan en el territorio de Cataluña y que no hayan sido calificadas de interés general o no afectan a otra Comunidad Autónoma. Esta competencia incluye en todo caso su planificación, construcción y financiación. 

2. La calificación de interés general requiere el informe previo de la Generalidad. La Generalidad participa en la planificación y la programación de las obras calificadas de interés general, de conformidad con lo dispuesto en la legislación del Estado y según lo establecido en el Título V de este Estatuto. 

3. Corresponde a la Generalidad la gestión de los servicios públicos de su competencia a los cuales queden afectadas o adscritas todas las obras públicas que no sean de interés general. En el supuesto de obras calificadas de interés general o que afecten a otra Comunidad Autónoma, podrán suscribirse convenios de colaboración para su gestión.

Artículo 149. Ordenación del territorio y del paisaje, del litoral y urbanismo. 

1. Corresponde a la Generalidad en materia de ordenación del territorio y del paisaje la competencia exclusiva, que incluye en todo caso: 

c) El establecimiento y la regulación de las figuras de protección de espacios naturales y de corredores biológicos. 

d) Las previsiones sobre emplazamientos de las infraestructuras y los equipamientos. 

2. La determinación de la ubicación de infraestructuras y equipamientos de titularidad estatal en Cataluña requiere la deliberación y el informe de la Comisión Bilateral Generalidad-Estado. 

3. Corresponde a la Generalidad, en materia de ordenación del litoral, la competencia exclusiva, que incluye en todo caso: 

a) El establecimiento y la regulación de instrumentos de planificación y gestión territorial de ordenación del lioral y de las normas y los planes de ordenación y utilización de las playas, en los cuales, en todo caso, se localicen las infraestructuras y las instalaciones y se determinen los usos de las mismas, así como la regulación de los procedimientos de tramitación y aprobación de estos instrumentos, normas y planes. 
 
b) La regulación de la gestión del dominio público marítimo terrestre, especialmente el otorgamiento de autorizaciones y concesiones y, en todo caso, las concesiones de obras fijas en el mar. 

c) El establecimiento y la gestión del régimen económico financiero del dominio público marítimo terrestre. 

d) La ejecución de obras y actuaciones en el litoral catalán. 

5. Corresponde a la Generalidad, en materia de urbanismo, la competencia exclusiva, que incluye en todo caso: 

6. Corresponde a la Generalidad la competencia compartida en materia de derecho de reversión en las expropiaciones urbanísticas en el marco de la legislación estatal en materia de expropiaciones.
Artículo 149. Ordenación del territorio y del paisaje, del litoral y urbanismo. 

1. Corresponde a la Generalidad en materia de ordenación del territorio y del paisaje la competencia exclusiva, que incluye en todo caso: 

c) El establecimiento y la regulación de las figuras de protección de espacios naturales y de corredores biológicos conforme a lo previsto en el artículo 144.2. 

d) Las previsiones sobre emplazamientos de las infraestructuras y los equipamientos de competencia de la Generalidad. 

2. La determinación de la ubicación de infraestructuras y equipamientos de titularidad estatal en Cataluña requiere el informe de la Comisión Bilateral Generalidad-Estado. 

3. Corresponde a la Generalidad, en materia de ordenación del litoral, respetando el régimen general del dominio público, la competencia exclusiva, que incluye en todo caso: 

a) El establecimiento y la regulación de los planes territoriales de ordenación y uso del litoral y de las playas, así como la regulación del procedimiento de tramitación y aprobación de estos instrumentos y planes. 

b) La gestión de los títulos de ocupación y uso del dominio público marítimo terrestre, especialmente el otorgamiento de autorizaciones y concesiones y, en todo caso, las concesiones de obras fijas en el mar, respetando las excepciones que puedan establecerse por motivos medioambientales en las aguas costeras interiores y de transición. 

c) La regulación y la gestión del régimen económico financiero del dominio público marítimo terrestre en los términos previstos por la legislación general. 

d) La ejecución de obras y actuaciones en el litoral catalán cuando no sean de interés general. 

5. Corresponde a la Generalidad, en materia de urbanismo, la competencia exclusiva, que incluye en todo caso: 

6. Corresponde a la Generalidad la competencia compartida en materia de derecho de reversión en las expropiaciones urbanísticas en el marco de la legislación estatal.

Artículo 169. Transportes. 

1. Corresponde a la Generalidad la competencia exclusiva sobre los transportes terrestres de viajeros y mercancías por carretera, ferrocarril y cable que transcurran íntegramente dentro del territorio de Cataluña, con independencia de la titularidad de la infraestructura. Esta competencia incluye en todo caso: 

b) La regulación de la capacidad profesional y de la intervención administrativa para el ejercicio de las actividades de transporte. 

c)El establecimiento de condiciones adicionales en la regulación de contrato de transporte. 

e) La regulación específica del transporte turístico, escolar o de menores, sanitario, funerario, de mercancías peligrosas o perecederas y de otros que requieran un régimen específico. 

2. Corresponde a la Generalidad la competencia ejecutiva de la legislación del Estado en relación a los transportes terrestres que tengan su origen y destino en Cataluña, a pesar de que transcurran íntegramente por ella, que incluye en todo caso: 

a)La gestión y la autorización de los servicios regulares de transporte de viajeros por carretera con un itinerario que transcurra parcialmente por Cataluña. 

b)La intervención administrativa para la prestación de servicios de transporte por carretera de mercancías y de viajeros y para sus actividades auxiliares y complementarias, incluyendo los servicios del ámbito de la Unión Europea y de terceros países. 

c) La inspección, el control y la sanción del transporte por carretera. 

d) El arbitraje. 

e) La capacitación profesional del transporte por carretera, incluyendo el de mercancías perligrosas, y sus actividades auxiliares y complementarias. 

f)El ejercicio de la potestad de planificación en colaboración con el Estado. 

3. La integración de líneas o servicios de transporte que transcurran íntegramente por Cataluña en líneas o servicios de ámbito superior requiere el acuerdo previo de la Generalidad. 

3. La Generalidad participará en el establecimiento de los servicios ferroviarios que garanticen la comunicación con otras Comunidades Autónomas y determina con el Estado las formas de colaboración pertinentes para la gestión integrada de la red ferroviaria en Cataluña, en el marco de la Comisión Bilateral Generalidad – Estat. 

5. Corresponde a la Generalidad la competencia exclusiva sobre los centros de transporte y los operadores de las actividades vinculadas a la organización del transporte, la logística y la distribución localizados en Cataluña que incluye, en todo caso, la regulación y la ejecución sobre: 

a) Los centros de información y distribución de cargas situados en Cataluña. 

b) Las agencias de transporte, los almacenistas, los distribuidores y los transitarios domiciliados en Cataluña. 

c) Las estaciones de transporte situadas en Cataluña. 

d)El arrendamiento de vehículos localizados en Cataluña. 

6. Corresponde a la Generalidad, en materia de transporte aéreo, la competencia ejecutiva de intervención administrativa. 

7. Corresponde a la Generalidad la competencia exclusiva en materia de transporte marítimo y fluvial que transcurra íntegramente por las aguas continentales o el mar territorial de Cataluña que incluye en todo caso:
Artículo 169. Transportes. 

1. Corresponde a la Generalidad la competencia exclusiva sobre los transportes terrestres de viajeros y mercancías por carretera, ferrocarril y cable que transcurran íntegramente dentro del territorio de Cataluña, con independencia de la titularidad de la infraestructura. Esta competencia incluye en todo caso: 

b) La regulación de la intervención administrativa para el ejercicio de las actividades de transporte. 

d) La regulación específica del transporte turístico, escolar o de menores, sanitario, funerario, de mercancías peligrosas o perecederas y de otros que requieran un régimen específico respetando las competencias estatales sobre seguridad pública. 

2. La integración de líneas o servicios de transporte que transcurran íntegramente por Cataluña en líneas o servicios de ámbito superior requiere el informe previo de la Generalidad. 

3. La Generalidad participará en el establecimiento de los servicios ferroviarios que garanticen la comunicación con otras Comunidades Autónomas o con el tránsito internacional de acuerdo con lo previsto en el Título V. 

4. Corresponde a la Generalidad la competencia exclusiva sobre los centros de transporte, logística y distribución localizados en Cataluña que incluye: 

a) Los centros de información y distribución de cargas. 

b) Las estaciones de transporte por carretera. 

5. Corresponde a la Generalidad la competencia exclusiva sobre los operadores de las actividades vinculadas a la organización del transporte, la logística y la distribución localizadas en Cataluña. 

6. Corresponde a la Generalidad la competencia exclusiva en materia de transporte marítimo y fluvial que transcurra íntegramente por Cataluña que, respetando las competencias del Estado en marina mercante y puertos, incluye:

### Empleo, seguridad social, sanidad y asuntos sociales
Propuesta aprobada por el Parlamento de Cataluña en 2005
Redacción final aprobada por las Cortes Generales en 2006

Artículo 124. Cooperativas y economía social. 

1. Corresponde a la Generalidad la competencia exclusiva en materia de cooperativas que desarrollen su actividad mayoritariamente con los socios respectivos en Cataluña, o que, a pesar de que no desarrollen mayoritariamente su actividad  en Cataluña, tienen en ella su domicilio y no desarrollan mayoritariamente su actividad en otra comunidad autónoma. 

3. […] La regulación y el fomento del movimiento cooperativo incluyen: 

b) La prestación de asistencia y asesoramiento a las cooperativas.
Artículo 124. Cooperativas y economía social. 

1. Corresponde a la Generalidad la competencia exclusiva en materia de cooperativas. 

3. […] La regulación y el fomento del movimiento cooperativo incluyen:

Artículo 138. Inmigración. 

1. Corresponde a la Generalidad la competencia exclusiva en materia de régimen de acogida e integración de las personas inmigradas, que incluye en todo caso: 

a) El establecimiento y la regulación de las garantías con relación a los derechos y deberes de las personas inmigradas. 

b) El establecimiento y la regulación de las medidas necesarias para la integración social y económica de las personas inmigradas y para su participación en los asuntos públicos. 

d) La promoción y la integración de las personas regresadas y la ayuda a las mismas, impulsando las políticas y las medidas pertinentes que faciliten su regreso. 

2. La Generalidad es competente para ejecutar la legislación estatal y europea en materia de trabajo de los extranjeros. Esta competencia incluye en todo caso: 

a) La tramitación y resolución de los permisos y de las autorizaciones de trabajo por cuenta propia o ajena. 

b) La tramitación y la resolución de los recursos presentados con relación a los expedientes a que se refiere la letra a), la emisión de los informes legalmente establecidos sobre la situación laboral de los extranjeros y la aplicación del régimen de inspección y sanción. 

3. En el marco de la Comisión Bilateral Generalitat – Estado, se deben establecer: 

a)El número, el lugar de origen y la capacitación profesional del contingente de personas inmigrantes con destino a Cataluña, de acuerdo con las necesidades y las previsiones de trabajo y de desarrollo económico. 

b) Las decisiones estatales sobre inmigración, tanto las relativas a las normas sobre extranjería como los acuerdos internacionales y los actos ejecutivos de transcendencia especial para Cataluña.
Artículo 138. Inmigración. 

1. Corresponde a la Generalidad en materia de inmigración: 

a) La competencia exclusiva en materia de primera acogida de las personas inmigradas, que incluirá las actuaciones socio-sanitarias y de orientación. 

b) El desarrollo de la política de integración de las personas inmigradas en el marco de sus competencias. 

c) El establecimiento y la regulación de las medidas necesarias para la integración social y económica de las personas inmigradas y para su participación social. 

e) La promoción y la integración de las personas regresadas y la ayuda a las mismas, impulsando las políticas y las medidas pertinentes que faciliten su regreso a Cataluña. 

2. Corresponde a la Generalidad la competencia ejecutiva en materia de autorización de trabajo de los extranjeros cuya relación laboral se desarrolle en Cataluña. Esta competencia, que se ejercerá en necesaria coordinación con la que corresponde al Estado en materia de entrada y residencia de extranjeros, incluye: 

a) La tramitación y resolución de las autorizaciones iniciales de trabajo por cuenta propia o ajena. 

b) La tramitación y la resolución de los recursos presentados con relación a los expedientes a que se refiere la letra a) y la aplicación del régimen de inspección y sanción. 

3. Corresponde a la Generalidad la participación en las decisiones del Estado sobre inmigración con especial trascendencia para Cataluña y, en particular, la participación preceptiva previa en la determinación del contingente de trabajadores extranjeros a través de los mecanismos previstos en el Título V.

Artículo 142. Juventud. 

1. Corresponde a la Generalidad la competencia exclusiva en materia de juventud, que comprende todas las políticas que afecten a la vida de los jóvenes y que incluye en todo caso: 

2. Corresponde a la Generalidad la suscripción de acuerdos con entidades internacionales y la participación en las mismas en colaboración con el Estado o de forma autónoma, si lo permite la normativa de la correspondiente entidad, y en todo caso la tramitación de documentos otorgados por entidades internacionales que afecten a personas, instalaciones o entidades con residencia en Cataluña.
Artículo 142. Juventud. 

1. Corresponde a la Generalidad la competencia exclusiva en materia de juventud, que incluye en todo caso: 

2. Corresponde a la Generalidad la suscripción de acuerdos con entidades internacionales y la participación en las mismas en colaboración con el Estado o de forma autónoma, si lo permite la normativa de la correspondiente entidad, y en todo caso la tramitación de documentos otorgados por entidades internacionales que afecten a personas, instalaciones o entidades con residencia en Cataluña, respetando la legislación del Estado.

Artículo 153. Políticas de género. 

Corresponde a la Generalidad la competencia exclusiva en materia de políticas de género, que incluye en todo caso:
Artículo 153. Políticas de género. 

Corresponde a la Generalidad la competencia exclusiva en materia de políticas de género, que, respetando lo establecido por el Estado en el ejercicio de la competencia que le atribuye el artículo 149.1.1.ª de la Constitución, incluye en todo caso.

Artículo 162. Sanidad, salud pública, ordenación farmacéutica y productos farmacéuticos. 

1.Corresponde a la Generalidad, en materia de sanidad y salud pública, la competencia exclusiva sobre: 

a)La organización, el funcionamiento, la evaluación, la inspección y el control de centros, servicios y establecimientos sanitarios, así como la titularidad de los bienes adscritos a los servicios sanitarios públicos. 

b)La ordenación farmacéutica. 

3. Corresponde a la Generalidad, en todo lo relativo a la sanidad y a la salud pública al que no hace referencia el apartado 1, la competencia compartida, de acuerdo con los principios de bases y de la coordinación general, que se debe de llevar a cabo por medio de objetivos y estándares mínimos sobre sanidad, en los siguientes ámbitos: 

d) La formación sanitaria especializada, que incluye la acreditación y la evaluación de centros y unidades docentes; la planificación de la oferta de plazas para la formación de especialistas y las áreas de formación específica; el reconocimiento profesional de títulos de especialistas obtenidos en el extranjero, de acuerdo con los supuestos y los procedimientos establecidos normativamente; la expedición de diplomas de áreas de capacitación específica, y el establecimiento de requisitos de acceso a partir de unos contenidos básicos. 

3.Corresponde a la Generalidad la competencia exclusiva sobre el régimen estatutario y la formación del personal que presta servicios en el sistema sanitario público. Con relación a la adquisición y la pérdida de la condición de parsonal al servicio de las administraciones públicas y sobre sus derechos y deberes básicos, la Generalidad tiene la competencia compartida dentro de los principios que establece la legislación básica estatal. 

4. La Generalidad participa de manera efectiva, por medio de la Comisión Bilateral Generalidad – Estado, en la fijación de las bases y en la planificación y la coordinación estatal en materia de sanidad y salud pública. 

5. Corresponde a la Generalidad la competencia ejecutiva de la legislación estatal en materia de productos farmacéuticos, de autorización de los centros de elaboración de productos farmacéuticos y de selección y registro de medicamentos.
Artículo 162. Sanidad, salud pública, ordenación farmacéutica y productos farmacéuticos. 

1. Corresponde a la Generalidad, en materia de sanidad y salud pública, la competencia exclusiva sobre la organización y el funcionamiento interno, la evaluación, la inspección y el control de centros, servicios y establecimientos sanitarios. 

2. Corresponde a la Generalidad la ordenación farmacéutica en el marco del artículo 149.1.16 de la Constitución. 

3. Corresponde a la Generalidad, en todo caso, la competencia compartida en los siguientes ámbitos: 

d) La formación sanitaria especializada, que incluye la acreditación y la evaluación de centros; la planificación de la oferta de plazas; la participación en la elaboración de las convocatorias y la gestión de los programas de formación de las especialidades y las áreas de capacitación específica y la expedición de diplomas de áreas de capacitación específica. 

e) El régimen estatutario y la formación del personal que presta servicios en el sistema sanitario público. 

4. La Generalidad participa en la planificación y la coordinación estatal en materia de sanidad y salud pública con arreglo a lo previsto en el Título V. 

5. Corresponde a la Generalidad la competencia ejecutiva de la legislación estatal en materia de productos farmacéuticos.

Artículo 165. Seguridad social. 

1. Corresponde a la Generalidad la competencia compartida, de acuerdo con los principios que establece la legislación básica estatal sobre seguridad social. Esta competencia incluye en todo caso: 

a) La ordenación del sistema de seguridad social. 

b) La organización y la administración del patrimonio y de los servicios que integran el sistema de la Seguridad Social en Cataluña. 

c) La ordenación y el ejercicio de todas las potestades administrativas sobre las mutuas de accidentes de trabajo y enfermedades profesionales y sobre las instituciones, las empresas y las fundaciones que colaboran con el sistema de la Seguridad Social, 

d)La dirección la inspección de la gestión y la administración de las prestaciones económicas de la seguridad social. 

e)La ordenación de la inscripción de empresas, las afiliaciones, las altas y bajas y los demás actos de encuadramiento de los empresarios y los trabajadores por cuenta propia y ajena. 

2. Corresponde a la Generalidad la gestión de los servicios del régimen económico de la seguridad social, que incluye el reconocimiento y la gestión de las prestaciones económicas del sistema de seguridad social y la organización de estos servicios.
Artículo 165. Seguridad social. 

1. Corresponde a la Generalidad, en materia de seguridad social, respetando los principios de unidad económico-patrimonial y solidaridad financiera de la Seguridad Social, la competencia compartida, que incluye: 

a) El desarrollo y la ejecución de la legislación estatal, excepto las normas que configuran el régimen económico. 

b) La gestión del régimen económico de la Seguridad Social. 

c) La organización y la gestión del patrimonio y los servicios que integran la asistencia sanitaria y los servicios sociales del sistema de la Seguridad Social en Cataluña. 

d) La ordenación y el ejercicio de las potestades administrativas sobre las instituciones, las empresas y las fundaciones que colaboran con el sistema de la Seguridad Social, en las materias indicadas en la letra c), así como la coordinación de las actividades de prevención de riesgos laborales que desarrollen en Cataluña las mutuas de accidentes de trabajo y enfermedades profesionales. 

e) El reconocimiento y gestión de las pensiones no contributivas. 

f) La coordinación de las actuaciones del sistema sanitario vinculadas a las prestaciones de Seguridad Social. 

2.La Generalidad podrá organizar y administrar a tales fines y dentro de su territorio, todos los servicios relacionados con las materias antes expuestas, y ejercerá la tutela de las instituciones, entidades y fundaciones en materia de sanidad y Seguridad Social, reservándose el Estado la alta inspección.

Artículo 166. Servicios sociales, voluntariado, menores y promoción de las familias. 

1. Corresponde a la Generalidad la competencia exclusiva en materia de servicios sociales, que en todo caso incluye: 

a) La regulación y la ordenación de la actividad de servicios sociales, las prestaciones técnicas y económicas no contributivas de la seguridad social y las prestaciones económicas con finalidad asistencial o complementarias de otros sistemas de previsión pública. 

3. Corresponde a la Generalidad, en materia de menores: 

a) La competencia exclusiva en materia de protección de menores, que incluye, en todo caso, la regulación del régimen de la protección y de las instituciones públicas de protección y tutela de los menores desamparados y en situación de riesgo. 

b)La competencia ejecutiva de la legislación estatal en materia de responsabilidad penal de los menores. 

c) La Generalidad participa, por medio de la Comisión Bilateral Generalidad – Estado, en la elaboración y la reforma de la legislación penal y procesal que incida en las competencias de menores. 

4. Corresponde a la Generalidad la competencia exclusiva en materia de promoción de las familias y de la infancia, que en todo caso incluye las medidas de protección social de las diversas modalidades de familias y su ejecución y control.
Artículo 166. Servicios sociales, voluntariado, menores y promoción de las familias. 

1. Corresponde a la Generalidad la competencia exclusiva en materia de servicios sociales, que en todo caso incluye: 

a) La regulación y la ordenación de la actividad de servicios sociales, las prestaciones técnicas y las prestaciones económicas con finalidad asistencial o complementarias de otros sistemas de previsión pública. 

3. Corresponde a la Generalidad, en materia de menores: 

a) La competencia exclusiva en materia de protección de menores, que incluye, en todo caso, la regulación del régimen de la protección y de las instituciones públicas de protección y tutela de los menores desamparados, en situación de riesgo y de los menores infractores, respetando en este último caso la legislación penal.
b) La Generalidad participa en la elaboración y la reforma de la legislación penal y procesal que incida en las competencias de menores. 

4. Corresponde a la Generalidad la competencia exclusiva en materia de promoción de las familias y de la infancia, que en todo caso incluye las medidas de protección social y su ejecución.

Artículo 170. Trabajo y relaciones laborales. 

1. Corresponde a la Generalidad la competencia ejecutiva en materia de trabajo y relaciones laborales, que incluye en todo caso: 

a) La determinación de un marco de relaciones laborales propio. 

b) Las políticas activas de ocupación, que incluyen la formación de los demandantes de ocupación y de los trabajadores en activo, así como la gestión de las subvenciones correspondientes. Los planes o las actividades formación que superen el ámbito territorial de Cataluña se deben acordar con las demás comunidades autónomas afectadas o con el Estado, de acuerdo con lo que establece el artículo 115.2. 

e) El desarrollo normativo de la negociación colectiva y el registro de los convenios colectivos de trabajo  de las empresas que ejerzan su actividad en Cataluña. 

h) La potestad sancionadora de las infracciones del orden social. 

j) El control de legalidad y, si procede, el registro posterior de los convenios colectivos de trabajo de las empresas que ejercen su actividad principalmente en Cataluña. 

k)La ordenación, el control, la coordinación y el seguimiento de la gestión de las mutuas de accidentes de trabajo y de enfermedades profesionales. 

l)La gestión de las políticas pasivas, que incluye, en todo caso, la gestión de las prestaciones de desempleo y el reconocimiento y el pago de las prestaciones. 

m) La creación y la regulación de  los instrumentos de conciliación, mediación y arbitraje laborales. 

l) La determinación con carácter anual del calendario de días festivos que debe regir en todo el territorio de Cataluña. 

2. Corresponde a la Generalidad la competencia exclusiva sobre la función pública inspectora en materia de trabajo, de acuerdo con lo que establece el artículo 136.
Artículo 170. Trabajo y relaciones laborales. 

1. Corresponde a la Generalidad la competencia ejecutiva en materia de trabajo y relaciones laborales, que incluye en todo caso: 

a) Las relaciones laborales y condiciones de trabajo. 

b) Las políticas activas de ocupación, que incluyen la formación de los demandantes de ocupación y de los trabajadores en activo, así como la gestión de las subvenciones correspondientes. La Generalidad participa en los planes o actividades de formación que superen el ámbito territorial de Cataluña. 

e) La negociación colectiva y el registro de los convenios colectivos de trabajo. 

h) La potestad sancionadora de las infracciones del orden social en el ámbito de sus competencias. 

j) El control de legalidad y, si procede, el registro posterior de los convenios colectivos de trabajo de las empresas que ejercen su actividad exclusivamente en Cataluña. 

k) Los instrumentos de conciliación, mediación y arbitraje laborales. 

l) La elaboración del calendario de días festivos que debe regir en todo el territorio de Cataluña. 

2. Corresponde a la Generalidad la competencia ejecutiva sobre la función pública inspectora en todo lo previsto en este artículo. A tal efecto, los funcionarios de los Cuerpos que realicen dicha función dependerán orgánica y funcionalmente de la Generalidad. A través de los mecanismos de cooperación previstos en el Título V se establecerán las fórmulas de garantía del ejercicio eficaz de la función inspectora en el ámbito social.

### Educación, cultura, deporte y ocio
Propuesta aprobada por el Parlamento de Cataluña en 2005
Redacción final aprobada por las Cortes Generales en 2006

Artículo 127. Cultura. 

1. Corresponde a la Generalidad la competencia exclusiva en materia de cultura, excepto lo que disponen los apartados 2 y 3. Esta competencia exclusiva comprende en todo caso: 

a) Las actividades artísticas y culturales que incluyen: 

Primero. La regulación y la ejecución  de medidas sobre la producción, distribución y condiciones de venta al público de libros y publicaciones periódicas en cualquier soporte, así como la gestión del depósito legal y el otorgamiento de los códigos de identificación. 

Segundo. La regulación y la inspección de las salas de exhibición cinematográfica, las medidas de protección de la industria cinematográfica y el control y la concesión de licencias de doblaje. 

Cuarto. La promoción, la planificación, la construcción y la gestión de equipamientos culturales situados en Cataluña, sin perjuicio de lo que establece el apartado 3. 

b) El patrimonio cultural, que incluye en todo caso: 

Tercero. El establecimiento del régimen jurídico de las actuaciones sobre bienes muebles e inmuebles integrantes del patrimonio cultural de Cataluña y la determinación del régimen jurídico de los bienes inmuebles, así como la declaración y la gestión de estos bienes. 

d) El Archivo Real de Barcelona y los fondos propios de Cataluña situados en el Archivo de la Corona de Aragón. Estos fondos se deben integrar en el sistema de archivos de Cataluña. Para la gestión eficaz del resto de fondos comunes con otros territorios de la Corona de Aragón, la Generalidad debe colaborar con el Patronato del Archivo de la Corona de Aragón, con las otras comunidades autónomas que tienen en él fondos compartidos y con el Estado por medio de los mecanismos que se establezcan de mutuo acuerdo. 

2. Corresponde a la Generalidad la competencia ejecutiva sobre los archivos, las bibliotecas, los museos y los centros de depósito cultural de titularidad estatal situados en Cataluña, que incluye, en todo caso, la regulación del funcionamiento, la organización y el régimen de personal. 

3. En las actuaciones que el Estado realice en Cataluña en materia de fomento cultural o de inversión en bienes y equipamientos culturales y en materia de adquisiciones por cualquier título en los cuales se debe de determinar el porcentaje de los bienes que corresponden a la Generalidad, se requiere el acuerdo previo de la Comisión Bilateral Generalitat – Estado, y la posición expresada per la Generalidad debe ser determinante para el Estado. En el caso de las actividades que el Estado lleve a cabo con relación a la proyección internacional de la cultura, se requiere el acuerdo previo de la Comisión Bilateral Generalidad – Estado.
Artículo 127. Cultura. 

1. Corresponde a la Generalidad la competencia exclusiva en materia de cultura. Esta competencia exclusiva comprende en todo caso: 

a) Las actividades artísticas y culturales, que se llevan a cabo en Cataluña, que incluyen: 

Primero. Las medidas relativas a la producción, distribución de libros y publicaciones periódicas en cualquier soporte, así como la gestión del depósito legal y el otorgamiento de los códigos de identificación. 

Segundo. La regulación y la inspección de las salas de exhibición cinematográfica, las medidas de protección de la industria cinematográfica y el control y la concesión de licencias de doblaje a las empresas distribuidoras domiciliadas en Cataluña. 

Cuarto. La promoción, la planificación, la construcción y la gestión de equipamientos culturales situados en Cataluña. 

b) El patrimonio cultural, que incluye en todo caso: 

Tercero. El establecimiento del régimen jurídico de las actuaciones sobre bienes muebles e inmuebles integrantes del patrimonio cultural de Cataluña y la determinación del régimen jurídico de los bienes inmuebles, así como la declaración y la gestión de estos bienes con la excepción de aquéllos que sean de la titularidad del Estado. 

2. Corresponde a la Generalidad la competencia ejecutiva sobre los archivos, las bibliotecas, los museos y los centros de depósito cultural de titularidad estatal situados en Cataluña, cuya gestión no se reserve expresamente el Estado, que incluye, en todo caso, la regulación del funcionamiento, la organización y el régimen de personal. 

3. En las actuaciones que el Estado realice en Cataluña en materia de inversión en bienes y equipamientos culturales se requiere el acuerdo previo con la Generalidad. En el caso de las actividades que el Estado lleve a cabo con relación a la proyección internacional de la cultura, los Gobiernos del Estado y la Generalidad articularán fórmulas de colaboración y cooperación mutuas conforme a lo previsto en el Título V de este Estatuto.

Artículo 131. Educación. 

2. Corresponde a la Generalidad, en materia de enseñanza no universitaria, con relación a las enseñanzas obligatorias y no obligatorias que conducen a la obtención de un título académico o profesional con validez en todo el Estado y a las enseñanzas de educación infantil, la competencia exclusiva. Esta competencia comprende todos los niveles, las etapas, los ciclos, los grados, las modalidades, las especialidades y los ámbitos educativos e incluye en todo caso, las materias siguientes: 

a) La programación de la enseñanza y la regulación de los órganos de participación y consulta de los sectores afectados en la programación de la enseñanza en su territorio. 

c) La inspección, la evaluación general del sistema educativo, la innovación, la investigación y la experimentación educativas, así como la garantía de la calidad del sistema educativo. 

e) El régimen de sostenimiento con fondos públicos de las enseñanzas del sistema educativo y de los centros que las imparten. 

f) La formación permanente y el perfeccionamiento del personal docente y de los demás profesionales de la educación y, de acuerdo con lo que dice el artículo 136, la política del personal al servicio de la administración educativa.

g) Los servicios y las actividades extraescolares y complementarias con relación a los centros docentes públicos y a los privados sostenidos con fondos públicos. 

h) La organización de las enseñanzas en régimen no presencial dirigidas al alumnado de edad superior a la de escolarización obligatoria. 

3. Corresponde a la Generalidad, en el marco de los principios que el Estado establece para desarrollar los aspectos esenciales del derecho a la educación y a la libertad de enseñanza en materia de enseñanza no universitaria y con relación a las enseñanzas obligatorias y a las que conducen a la obtención de un título académico y profesional estatal, la competencia compartida sobre: 

d) La programación de la enseñanza y su definición. 

g) La adquisición y pérdida de la condición de funcionario o funcionaria docente de la Administración educativa, el desarrollo de sus derechos y deberes básicos.
Artículo 131. Educación. 

2. Corresponde a la Generalidad, en materia de enseñanza no universitaria, con relación a las enseñanzas obligatorias y no obligatorias que conducen a la obtención de un título académico o profesional con validez en todo el Estado y a las enseñanzas de educación infantil, la competencia exclusiva que incluye: 

a) La regulación de los órganos de participación y consulta de los sectores afectados en la programación de la enseñanza en su territorio. 

b) La determinación de los contenidos educativos del primer ciclo de la educación infantil y la regulación de los centros en los que se imparta dicho ciclo, así como la definición de las plantillas del profesorado y las titulaciones y especializaciones del personal restante.

d) La inspección, la evaluación interna del sistema educativo, la innovación, la investigación y la experimentación educativas, así como la garantía de la calidad del sistema educativo. 

f) La formación permanente y el perfeccionamiento del personal docente y de los demás profesionales de la educación y la aprobación de directrices de actuación en materia de recursos humanos. 

g) Los servicios educativos y las actividades extraescolares complementarias con relación a los centros docentes públicos y a los privados sostenidos con fondos públicos. 

h) Los aspectos organizativos de las enseñanzas en régimen no presencial dirigidas al alumnado de edad superior a la de escolarización obligatoria. 

3. En lo no regulado en el apartado 2 y en relación con las enseñanzas que en él se contemplan, corresponde a la Generalidad, respetando los aspectos esenciales del derecho a la educación y a la libertad de enseñanza en materia de enseñanza no universitaria y de acuerdo con lo dispuesto en el artículo 149.1.30.ª de la Constitución, la competencia compartida que incluye en todo caso: 

a) La programación de la enseñanza, su definición y la evaluación general del sistema educativo. 

d) El régimen de fomento del estudio, de becas y de ayudas estatales. 

f) El régimen de sostenimiento con fondos públicos de las enseñanzas del sistema educativo y de los centros que las imparten. 

h) La organización de los centros públicos y privados sostenidos con fondos públicos. 

j) La adquisición y pérdida de la condición de funcionario o funcionaria docente de la Administración educativa, el desarrollo de sus derechos y deberes básicos, así como la política de personal al servicio de la Administración educativa.

Artículo 134. Deporte y tiempo libre. 

1. Corresponde a la Generalidad la competencia exclusiva en materia de deporte, que incluye en todo caso: 

b)El fomento de la proyección exterior del deporte catalán para garantizar que las federaciones catalanas participen en competiciones oficiales de ámbito europeo e internacional por medio de las seleccione deportivas nacionales. 

c) La regulación de los órganos jurisdiccionales y arbitrales en materia de deporte. 

d) El establecimiento del régimen jurídico de las federaciones y los clubes deportivos y de las entidades que promueven y organizan la práctica del deporte y de la actividad física en el ámbito de Cataluña, y la declaración de utilidad pública de las entidades deportivas. 

j) El control y el seguimiento medicodeportivo y de salud de los practicantes de la actividad física y deportiva, así como la regulación del dopaje en el ámbito del deporte y de la actividad física.

2. Corresponde a la Generalidad la competencia compartida en materia de educación física y deportiva, de acuerdo con los principios de la legislación básica estatal. Esta competencia incluye en todo caso:

a)La formación en las titulaciones oficiales de los diversos niveles de técnicos en actividad física y deporte y el acceso a estas titulaciones. 

b) El ejercicio de las profesiones de la actividad física y el deporte. 

3. La Generalidad participa en entidades y organismos de ámbito estatal, europeo e internacional que tengan por objeto el desarrollo del deporte. 

4. Corresponde a la Generalidad la competencia exclusiva en materia de tiempo libre, que incluye en todo caso el fomento y la regulación de las actividades que se lleven a cabo en el territorio de Cataluña y el régimen jurídico de las entidades, públicas o privadas, que tengan por finalidad el ejercicio de actividades de tiempo libre.
Artículo 134. Deporte y tiempo libre. 

1. Corresponde a la Generalidad la competencia exclusiva en materia de deporte, que incluye en todo caso: 

b) La ordenación de los órganos de mediación en materia de deporte. 

d) El establecimiento del régimen jurídico de las federaciones y los clubes deportivos y de las entidades catalanas que promueven y organizan la práctica del deporte y de la actividad física en el ámbito de Cataluña, y la declaración de utilidad pública de las entidades deportivas. 

i) El control y el seguimiento medicodeportivo y de salud de los practicantes de la actividad física y deportiva. 

j) La regulación en materia de prevención y control de la violencia en los espectáculos públicos deportivos, respetando las facultades reservadas al Estado en materia de seguridad pública. 

2. La Generalidad participa en entidades y organismos de ámbito estatal, europeo e internacional que tengan por objeto el desarrollo del deporte. 

3. Corresponde a la Generalidad la competencia exclusiva en materia de tiempo libre, que incluye en todo caso el fomento y la regulación de las actividades que se lleven a cabo en el territorio de Cataluña y el régimen jurídico de las entidades que tengan por finalidad el ejercicio de actividades de tiempo libre.

Artículo 141. Juego y espectáculos. 

1. Corresponde a la Generalidad la competencia exclusiva en materia de juego, apuestas y casinos que incluye en todo caso: 

c) La determinación del régimen fiscal sobre la actividad de juego de las empresas que la lleven a cabo. 

2.La Generalidad participa en los rendimientos de los juegos y apuestas de ámbito territorial estatal de acuerdo con los criterios que fije la Comisión Bilateral Generalidad-Estado.

3. La autorización de nuevas modalidades de juego y apuestas de ámbito estatal, o bien la modificación de las existentes, requiere el acuerdo previo de la Generalidad.
Artículo 141. Juego y espectáculos. 

1. Corresponde a la Generalidad la competencia exclusiva en materia de juego, apuestas y casinos, cuando la actividad se desarrolle exclusivamente en Cataluña, que incluye en todo caso: 

c) La determinación, en el marco de sus competencias, del régimen fiscal sobre la actividad de juego de las empresas que la lleven a cabo. 

2. La autorización de nuevas modalidades de juego y apuestas de ámbito estatal, o bien la modificación de las existentes, requiere la deliberación en la Comisión Bilateral Generalidad-Estado prevista en el Título V y el informe previo determinante de la Generalidad.

Artículo 143. Lengua propia. 

1. Corresponde a la Generalidad de Cataluña la competencia exclusiva en materia de lengua propia, que incluye, en todo caso, la determinación del alcance, los usos y los efectos jurídicos de la doble cooficialidad y de la lengua propia, así como la normalización lingüística del catalán.
Artículo 143. Lengua propia. 

1. Corresponde a la Generalidad de Cataluña la competencia exclusiva en materia de lengua propia, que incluye, en todo caso, la determinación del alcance, los usos y los efectos jurídicos de su oficialidad, así como la normalización lingüística del catalán.

Artículo 146. Medios de comunicación social y servicios de contenido audiovisual. 

1. Corresponde a la Generalidad, en materia de servicios de radio y televisión, así como de cualquier otro servicio de comunicación audiovisual: 

a) La competencia exclusiva sobre la organización de la prestación del servicio público de comunicación audiovisual de la Generalidad, así como sobre el establecimiento de los principios básicos relativos a la creación y la prestación del servicio público de comunicación audiovisual de ámbito local, respetando el principio de la autonomía local. 

2. La Generalidad participa de manera efectiva en los procesos administrativos relativos a la prestación de servicios de comunicación audiovisual que son competencia del Estado. Esta participación tiene como objetivo la preservación y la promoción del pluralismo lingüístico de Cataluña. 

3. Corresponde a la Generalidad, en todo lo que no establece el apartado 2, en materia de medios de comunicación social, la competencia compartida, de acuerdo con los principios y los objetivos que establece la legislación básica estatal.
Artículo 146. Medios de comunicación social y servicios de contenido audiovisual. 

1. Corresponde a la Generalidad, en materia de servicios de radio y televisión, así como de cualquier otro servicio de comunicación audiovisual: 

a) La competencia exclusiva sobre la organización de la prestación del servicio público de comunicación audiovisual de la Generalidad y de los servicios públicos de comunicación audiovisual de ámbito local, respetando la garantía de la autonomía local. 

2. Corresponde a la Generalidad la competencia compartida en materia de medios de comunicación social. 

3. La Generalidad fomentará el pluralismo lingüístico y cultural de Cataluña en los medios de comunicación social.

Artículo 158. Investigación, desarrollo e innovación tecnológica. 

1. Corresponde a la Generalidad, en materia de investigación científica y técnica, la competencia exclusiva sobre los centros y las estructuras de investigación que promueve o en que participa de la Generalidad y sobre los proyectos financiados por ésta, que incluye en todo caso: 

b) La organización, régimen de funcionamiento, control, seguimiento y acreditación de los centros y estructuras incluyendo los de titularidad privada situados en Cataluña. 

c) La coordinación de los centros y de las estructuras de investigación de Cataluña. 

d) La regulación y la gestión de las becas y de las ayudas destinadas a centros o proyectos que son competencia de la Generalidad. 

e) La regulación y la formación profesional del personal investigador y de apoyo a la investigación en centros y proyectos que son competencia de la Generalidad. 

3. Los criterios de colaboración entre el Estado y la Generalidad en materia de política de investigación, desarrollo e innovación se fijarán en el marco de la Comisión Bilateral Generalidad – Estado. Igualmente se establecerán los sistemas de participación de la Generalidad en la fijación de las políticas que afecten a estas materias en el ámbito de la Unión Europea y en otros organismos e instituciones internacionales.
Artículo 158. Investigación, desarrollo e innovación tecnológica. 

1. Corresponde a la Generalidad, en materia de investigación científica y técnica, la competencia exclusiva con relación a los centros y las estructuras de investigación de la Generalidad y a los proyectos financiados por ésta, que incluye en todo caso: 

b) La organización, régimen de funcionamiento, control, seguimiento y acreditación de los centros y estructuras radicados en Cataluña. 

c) La regulación y gestión de las becas y de las ayudas convocadas y financiadas por la Generalidad. 

d) La regulación y la formación profesional del personal investigador y de apoyo a la investigación. 

2. Corresponde a la Generalidad la competencia compartida sobre la coordinación de los centros y estructuras de investigación de Cataluña. 

3. Los criterios de colaboración entre el Estado y la Generalidad en materia de política de investigación, desarrollo e innovación se fijarán en el marco de lo establecido en el Título V. Igualmente se establecerán los sistemas de participación de la Generalidad en la fijación de las políticas que afecten a estas materias en el ámbito de la Unión Europea y en otros organismos e instituciones internacionales.

Artículo 167. Símbolos nacionales. 

Corresponde a la Generalidad la competencia exclusiva sobre la regulación, la ordenación, la configuración y la preservación de los símbolos nacionales de Cataluña, de acuerdo con lo establecido en el presente Estatuto.
Artículo 167. Símbolos de Cataluña. 

Corresponde a la Generalidad la competencia exclusiva sobre la regulación, la ordenación, la configuración y la preservación de los símbolos de Cataluña, de acuerdo con lo establecido en el presente Estatuto.

Artículo 172. Universidades. 

1. Corresponde a la Generalidad, en materia de enseñanza universitaria, sin perjuicio de la autonomía universitaria, la competencia exclusiva sobre: 

a) La programación y la coordinación del sistema universitario catalán. 

b) La creación de universidades públicas y la autorización de las privadas. 

c) El régimen jurídico de la organización y el funcionamiento de las universidades públicas, incluyendo los órganos de gobierno y representación, y la aprobación de los estatutos de las universidades públicas y de las normas de organización y funcionamiento de las universidades privadas. 

g) La regulación y la gestión del sistema de las becas y las ayudas a la formación universitaria y, si procede, la regulación y la gestión de los fondos estatales en esta materia. 

2. Corresponde a la Generalidad, en materia de enseñanza universitaria, sin perjuicio de la autonomía universitaria, la competencia compartida sobre todo aquello a que no hace referencia el apartado 1, que incluye en todo caso: 

a) La regulación de los requisitos para la creación y el reconocimiento de universidades y centros universitarios y la adscripción de estos centros a las universidades, así como la creación y la supresión de universidades públicas y el reconocimiento y la revocación de la universidades privadas que ejercen mayoritariamente su actividad en Cataluña. 

d)La regulación de los planes de estudio de acuerdo con los principios y las reglas que establece la legislación estatal. 

3. La competencia ejecutiva sobre la homologación y la expedición de los títulos universitarios oficiales.
Artículo 172. Universidades. 

1. Corresponde a la Generalidad, en materia de enseñanza universitaria, sin perjuicio de la autonomía universitaria, la competencia exclusiva sobre: 

a) La programación y la coordinación del sistema universitario catalán en el marco de la coordinación general. 

b) Las decisiones de creación de universidades públicas y la autorización de las privadas. 

c) La aprobación de los estatutos de las universidades públicas y de las normas de organización y funcionamiento de las universidades privadas.
g) La regulación y la gestión del sistema propio de becas y ayudas a la formación universitaria y, si procede, la regulación y la gestión de los fondos estatales en esta materia.

2. Corresponde a la Generalidad, en materia de enseñanza universitaria, sin perjuicio de la autonomía universitaria, la competencia compartida sobre todo aquello a que no hace referencia el apartado 1, que incluye en todo caso: 

a) La regulación de los requisitos para la creación y el reconocimiento de universidades y centros universitarios y la adscripción de estos centros a las universidades. 

b)El régimen jurídico de la organización y el funcionamiento de las universidades públicas, incluyendo los órganos de gobierno y representación. 

3. La competencia ejecutiva sobre la expedición de los títulos universitarios oficiales.

### Administración
Propuesta aprobada por el Parlamento de Cataluña en 2005
Redacción final aprobada por las Cortes Generales en 2006

Artículo 118. Asociaciones y fundaciones. 

1. Corresponde a la Generalidad la competencia exclusiva sobre el régimen jurídico de las asociaciones que desarrollen mayoritariamente sus funciones en Cataluña o que, a pesar de que no desempeñen mayoritariamente su actividad en Cataluña, tienen en ella su domicilio y no desempeñen su actividad en otra comunidad autónoma. Esta competencia incluye en todo caso: 

a) La regulación de la denominación, las finalidades, los requisitos de constitución, modificación, extinción y liquidación, el contenido mínimo de los estatutos, los órganos de gobierno, los derechos y deberes de los asociados, las obligaciones de las asociaciones y las asociaciones de carácter especial. 

b) La determinación y el régimen de aplicación de los beneficios fiscales de las asociaciones, así como la declaración de utilidad pública, el contenido y los requisitos para su obtención, con los mismos efectos que la declaración estatal. 

2. Corresponde a la Generalidad la competencia exclusiva sobre el régimen jurídico de las fundaciones que desarrollen su actividad  mayoritariamente en Cataluña, o que, a pesar de que no desarrollen mayoritariamente sus actividad en Cataluña, tienen en ella su domicilio y no desarrollan mayoritariamente su actividad en otra comunidad autónoma. Esta competencia incluye en todo caso: 

a) La regulación la denominación, las finalidades y los beneficiarios de la finalidad fundacional; la capacidad para fundar; los requisitos de constitución, modificación, extinción y liquidación; los estatutos; la dotación y el régimen de la fundación en proceso de formación; el patronato y el protectorado, y el patrimonio y el régimen económico y financiero. 

3. Corresponde a la Generalidad la competencia compartida para regular el derecho de asociación. La Generalidad debe ejercer esta competencia respetando el desarrollo directo de los elementos esenciales del derecho.
Artículo 118. Asociaciones y fundaciones. 

1. Corresponde a la Generalidad respetando las condiciones básicas establecidas por el Estado para garantizar la igualdad en el ejercicio del derecho y la reserva de ley orgánica, la competencia exclusiva sobre el régimen jurídico de las asociaciones que desarrollen mayoritariamente sus funciones en Cataluña. Esta competencia incluye en todo caso: 

a) La regulación de las modalidades de asociación, de su denominación, las finalidades, los requisitos de constitución, modificación, extinción y liquidación, el contenido de los estatutos, los órganos de gobierno, los derechos y deberes de los asociados, las obligaciones de las asociaciones y las asociaciones de carácter especial. 

b) La determinación y el régimen de aplicación de los beneficios fiscales de las asociaciones establecidos en la normativa tributaria, así como la declaración de utilidad pública, el contenido y los requisitos para su obtención. 

2. Corresponde a la Generalidad la competencia exclusiva sobre el régimen jurídico de las fundaciones que desarrollen mayoritariamente sus funciones en Cataluña. Esta competencia incluye en todo caso: 

a) La regulación de las modalidades de fundación, de su denominación, las finalidades y los beneficiarios de la finalidad fundacional; la capacidad para fundar; los requisitos de constitución, modificación, extinción y liquidación; los estatutos; la dotación y el régimen de la fundación en proceso de formación; el patronato y el protectorado, y el patrimonio y el régimen económico y financiero.

Artículo 122. Consultas populares. 

Corresponde a la Generalidad la competencia exclusiva para el establecimiento del régimen jurídico, las modalidades, el procedimiento, la realización y la convocatoria por la propia Generalidad o por los entes locales, en el ámbito de sus competencias, de encuestas, audiencias públicas, foros de participación y cualquier otro instrumento de consulta popular.
Artículo 122. Consultas populares. 

Corresponde a la Generalidad la competencia exclusiva para el establecimiento del régimen jurídico, las modalidades, el procedimiento, la realización y la convocatoria por la propia Generalidad o por los entes locales, en el ámbito de sus competencias, de encuestas, audiencias públicas, foros de participación y cualquier otro instrumento de consulta popular, con excepción de lo previsto en el artículo 149.1.32 de la Constitución.

Artículo 125. Corporaciones de derecho público y profesiones tituladas. 

1. Corresponde a la Generalidad, en materia de Colegios Profesionales, Academias, Cámaras Agrarias, Cámaras de Comercio, de Industria y de Navegación y otras corporaciones de derecho público representativas de intereses económicos y profesionales, la competencia exclusiva que incluye en todo caso: 

a) La regulación del modelo organizativo, de la organización interna, del funcionamiento y del régimen económico, presupuestario y contable, así como el régimen de colegiación y adscripción, de los derechos y deberes de sus miembros y del régimen disciplinario. 

3. Las Cámaras de Comercio, Industria y Navegación, con el acuerdo previo de la Comisión Bilateral Generalidad – Estado, pueden cumplir funciones de comercio exterior y destinar recursos camerales a estas funciones. 

4. Corresponde a la Generalidad, en materia del ejercicio de las profesiones tituladas, la competencia exclusiva, que incluye en todo caso: 

a) La determinación de los requisitos y las condiciones de ejercicio de las profesiones tituladas y el acceso al ejercicio profesional. 

b) El establecimiento de los derechos y las obligaciones de los profesionales titulados y del régimen de incompatibilidades. 

c) La regulación del secreto profesional y de las garantías ante el intrusismo y las actuaciones irregulares, así como la regulación de las prestaciones profesionales de carácter obligatorio.
Artículo 125. Corporaciones de derecho público y profesiones tituladas. 

1. Corresponde a la Generalidad, en materia de Colegios Profesionales, Academias, Cámaras Agrarias, Cámaras de Comercio, de Industria y de Navegación y otras corporaciones de derecho público representativas de intereses económicos y profesionales, la competencia exclusiva, excepto en lo previsto en los apartados 2 y 3. Esta competencia, respetando lo dispuesto en los artículos 36 y 139 de la Constitución, incluye en todo caso: 

a) La regulación de la organización interna, del funcionamiento y del régimen económico, presupuestario y contable, así como el régimen de colegiación y adscripción, de los derechos y deberes de sus miembros y del régimen disciplinario. 

3. Las Cámaras de Comercio, Industria y Navegación, previo acuerdo de la Generalidad con el Estado, pueden desarrollar funciones de comercio exterior y destinar recursos camerales a estas funciones. 

4. Corresponde a la Generalidad, respetando las normas generales sobre titulaciones académicas y profesionales y lo dispuesto en los artículos 36 y 139 de la Constitución, la competencia exclusiva sobre el ejercicio de las profesiones tituladas, que incluye en todo caso: 

a) La determinación de los requisitos y las condiciones de ejercicio de las profesiones tituladas así como de los derechos y las obligaciones de los profesionales titulados y del régimen de incompatibilidades. 

b) La regulación de las garantías administrativas ante el intrusismo y las actuaciones irregulares, así como la regulación de las prestaciones profesionales de carácter obligatorio.

Artículo 128. Denominaciones e indicaciones geográficas y de calidad. 

1. Corresponde a la Generalidad la competencia exclusiva sobre denominaciones de origen y otras menciones de calidad, que incluye el régimen jurídico de creación y funcionamiento, el cual a su vez incluye: 

b) El régimen de titularidad de las denominaciones. 

3. La Generalidad, en el supuesto de que el territorio de una denominación supere los límites de Cataluña, ejerce las facultades de gestión y control sobre las actuaciones de los órganos de la denominación relativas a terrenos e instalaciones situados en Cataluña. La Generalidad y las otras administraciones afectadas deben acordar la determinación del nivel de protección, la declaración y la aprobación del reglamento y la regulación del régimen aplicable a la denominación correspondiente y, en todos los casos la participación de la Generalidad en los correspondientes órganos de la denominación, de acuerdo con la proporción de la afectación que corresponda al territorio de Cataluña. 

4. La Generalidad ejerce sobre su territorio las obligaciones de protección derivadas del reconocimiento por la propia Generalidad de una denominación de origen o de una indicación geográfica protegida. Las autoridades correspondientes, autonómicas o estatal, deben asumir la protección de las denominaciones y de las indicaciones geográficas de calidad catalanas fuera del territorio de Cataluña y ante las correspondientes instituciones de protección europeas e internacionales desde el momento en la Generalidad las reconozca, sin perjuicio del control judicial a que se someta la declaración del reconocimiento.
Artículo 128. Denominaciones e indicaciones geográficas y de calidad. 

1. Corresponde a la Generalidad, respetando lo dispuesto en el artículo 149.1.13 de la Constitución, la competencia exclusiva sobre denominaciones de origen y otras menciones de calidad, que incluye el régimen jurídico de creación y funcionamiento, el cual a su vez incluye: 

b) El régimen de titularidad de las denominaciones, respetando la legislación de propiedad industrial. 

3. La Generalidad, en el supuesto de que el territorio de una denominación supere los límites de Cataluña, ejerce las facultades de gestión y control sobre las actuaciones de los órganos de la denominación relativas a terrenos e instalaciones situados en Cataluña, en los términos que determinen las leyes. La Generalidad participa en los órganos de la denominación y en el ejercicio de sus facultades de gestión. 

4. La Generalidad ejerce sobre su territorio las obligaciones de protección derivadas del reconocimiento por la propia Generalidad de una denominación de origen o de una indicación geográfica protegida. Las autoridades correspondientes colaboran en la protección de las denominaciones geográficas y de calidad catalanas fuera del territorio de Cataluña y ante las correspondientes instituciones de protección europeas e internacionales.

Artículo 136. La función pública y el personal al servicio de las Administraciones públicas catalanas. 

Corresponde a la Generalidad, en materia de función pública, respetando el principio de autonomía local: 

a) La competencia exclusiva sobre el régimen estatutario del personal al servicio de las Administraciones públicas catalanas, sobre la ordenación y la organización de la función pública en todos los sectores materiales de prestación de los servicios públicos y sobre la formación de todo el personal al servicio de las universidades catalanas, incluyendo el docente. 

b) La competencia compartida sobre la adquisición y pérdida de la condición de personal al servicio de las Administraciones públicas y sobre sus derechos y deberes básicos. 

c) La competencia exclusiva, en materia de personal laboral, sobre la adaptación de la relación de trabajo a las necesidades derivadas de la organización administrativa y sobre la formación de este personal.
Artículo 136. La función pública y el personal al servicio de las Administraciones públicas catalanas. 

Corresponde a la Generalidad, en materia de función pública, respetando el principio de autonomía local: 

a) La competencia exclusiva sobre el régimen estatutario del personal al servicio de las Administraciones públicas catalanas y sobre la ordenación y la organización de la función pública, salvo lo dispuesto en la letra b). 

b) La competencia compartida para el desarrollo de los principios ordenadores del empleo público, sobre la adquisición y pérdida de la condición de funcionario, las situaciones administrativas y los derechos, deberes e incompatibilidades del personal al servicio de las Administraciones públicas. 

c) La competencia exclusiva, en materia de personal laboral, para la adaptación de la relación de puestos de trabajo a las necesidades derivadas de la organización administrativa y sobre la formación de este personal.

Artículo 151. Organización territorial. 

Corresponde a la Generalidad la competencia exclusiva sobre organización territorial y población de las entidades locales, que incluye en todo caso: 

c) El establecimiento de procedimientos de relación entre las entidades locales y la población.
Artículo 151. Organización territorial. 

Corresponde a la Generalidad, respetando la garantía institucional establecida por la Constitución en los artículos 140 y 141, la competencia exclusiva sobre organización territorial, que incluye en todo caso: 

c) El establecimiento mediante ley de procedimientos de relación entre las entidades locales y la población, respetando la autonomía local.

Artículo 159. Régimen jurídico, procedimiento, contratación, expropiación y responsabilidad en las Administraciones públicas catalanas. 

1. Corresponde a la Generalidad, en materia de régimen jurídico y procedimiento de las Administraciones públicas catalanas, la competencia exclusiva sobre: 

2. Corresponde a la Generalidad, en todo lo relativo al régimen jurídico y el procedimiento de las administraciones públicas catalanas a que no hace referencia el apartado 1, la competencia compartida, de acuerdo con los principios que establezca la legislación básica estatal, sobre el régimen jurídico de las administraciones públicas y el procedimiento administrativo común para garantizar el tratamiento común de los administrados ante todas las administraciones públicas. Esta competencia incluye, en todo caso, el establecimiento de procedimientos especiales para el ejercicio de las diversas potestades administrativas. 

3. Corresponde a la Generalidad, con relación a los contratos de las Administraciones públicas de Cataluña: 

a) La competencia exclusiva sobre organización y competencias en materia de contratación de los órganos de las Administraciones públicas catalanas y sobre las reglas de ejecución, modificación y extinción de los contratos de la Administración, excepto los derechos y los deberes de los contratistas, de las prerrogativas de las administraciones, de las causas comunes de resolución de los contratos y de la regulación de los principios de audiencia, igualdad, publicidad y libre concurrencia. 

b) La competencia compartida en todo lo no atribuido a la competencia exclusiva de la Generalidad por la letra a), dentro del principio que establece la legislación estatal sobre contratación de las administraciones públicas. 

4. Corresponde a la Generalidad, en materia de expropiación forzosa, la competencia ejecutiva, en todo caso, para: 

a) Definir, regular y' determinar los supuestos, las causas y las condiciones en que las administraciones catalanas pueden ejercer la potestad expropiatoria. 

b) Establecer las reglas de valoración de los bienes expropiados según la naturaleza y la función social que tengan que cumplir, de acuerdo con los criterios que fija el Estado. 

5. Corresponde a la Generalidad, en materia de responsabilidad administrativa y patrimonial, la competencia exclusiva para determinar el procedimiento y la competencia compartida para establecer las causas que pueden originar responsabilidad y los criterios de imputación y de indemnización aplicables con relación a las reclamaciones dirigidas a la Generalidad, de acuerdo con el sistema de responsabilidad administrativa que establece la legislación estatal.
Artículo 159. Régimen jurídico, procedimiento, contratación, expropiación y responsabilidad en las Administraciones públicas catalanas. 

1. Corresponde a la Generalidad, en materia de régimen jurídico y procedimiento de las Administraciones públicas catalanas, la competencia exclusiva en lo no afectado por el artículo 149.1.18 de la Constitución. Esta competencia incluye: 

c) Las normas de procedimiento administrativo que se deriven de las particularidades del derecho sustantivo de Cataluña o de las especialidades de la organización de la Generalidad. 

2. Corresponde a la Generalidad la competencia compartida en todo lo relativo al régimen jurídico y el procedimiento de las Administraciones públicas catalanas en lo no previsto por el apartado 1. 

3. Corresponde a la Generalidad, con relación a los contratos de las Administraciones públicas de Cataluña: 

a) La competencia exclusiva sobre organización y competencias en materia de contratación de los órganos de las Administraciones públicas catalanas y sobre las reglas de ejecución, modificación y extinción de los contratos de la Administración en lo no afectado por el ar¬tícu¬lo 149.1.18.ª de la Constitución. 

b) La competencia compartida en todo lo no atribuido a la competencia exclusiva de la Generalidad por la letra a). 

4. Corresponde a la Generalidad, en materia de expropiación forzosa, la competencia ejecutiva, en todo caso, para: 

a) Determinar los supuestos, las causas y las condiciones en que las administraciones catalanas pueden ejercer la potestad expropiatoria. 

b) Establecer criterios de valoración de los bienes expropiados según la naturaleza y la función social que tengan que cumplir, de acuerdo con la legislación estatal. 

5. Corresponde a la Generalidad, en materia de responsabilidad patrimonial, la competencia compartida para establecer las causas que pueden originar responsabilidad con relación a las reclamaciones dirigidas a la Generalidad, de acuerdo con el sistema general de responsabilidad de todas las Administraciones públicas.

Artículo 160. Régimen local. 

1. Corresponde a la Generalidad la competencia exclusiva en materia de régimen local que incluye: 

d) La determinación de los órganos de gobierno de los entes locales establecidos por este Estatuto, y demás órganos complementarios, el funcionamiento y el régimen de adopción de acuerdos de todos estos órganos, de las relaciones entre ellos y de un estatuto especial para los cargos locales electos, respetando el principio de autonomía local. 

f)El procedimiento de elaboración y aprobación de las normas locales. 

2. Corresponde a la Generalidad la competencia compartida en todo lo no establecido por el apartado 1, que incluye, en todo caso, la determinación, en el marco de los principios y los objetivos que fije el Estado, de las funciones públicas de existencia necesaria en todas las entidades locales de Cataluña. 

3. Corresponde a la Generalidad la competencia compartida en materia de régimen electoral de los municipios por sufragio universal directo y la competencia exclusiva en materia de régimen electoral por sufragio indirecto con relación a los otros entes locales.
Artículo 160. Régimen local. 

1. Corresponde a la Generalidad la competencia exclusiva en materia de régimen local que, respetando el principio de autonomía local, incluye: 

d) La determinación de los órganos de gobierno de los entes locales creados por la Generalidad y el funcionamiento y régimen de adopción de acuerdos de estos órganos. 

2. Corresponde a la Generalidad la competencia compartida en todo lo no establecido por el apartado 1. 

3. Corresponde a la Generalidad la competencia exclusiva en materia de régimen electoral de los entes locales creados por aquélla, con la excepción de los constitucionalmente garantizados.

### Justicia y derechos
Propuesta aprobada por el Parlamento de Cataluña en 2005
Redacción final aprobada por las Cortes Generales en 2006

Artículo 129. Derecho civil. 

1. Corresponde a la Generalidad la competencia exclusiva en materia de derecho civil, que incluye la determinación del sistema de fuentes, con la única excepción de la reglas relativas a la aplicación y a la eficacia de las normas jurídicas, las relaciones jurídicociviles relativas a las formas de matrimonio, la ordenación de los registros y los instrumentos públicos, las bases de las obligaciones contractuales, las normas para resolver los conflictos de leyes y la determinación de las fuentes del derecho de competencia estatal. 

2. La Generalidad tiene competencia exclusiva para regular las obligaciones extracontractuales y los diversos tipos de obligaciones contractuales, en el marco de las bases a que hace referencia el apartado 1.
Artículo 129. Derecho civil. 

Corresponde a la Generalidad la competencia exclusiva en materia de derecho civil, con la excepción de las materias que el artículo 149.1.8.ª de la Constitución atribuye en todo caso al Estado. Esta competencia incluye la determinación del sistema de fuentes del derecho civil de Cataluña.

Artículo 130. Derecho procesal. 

Corresponde a la Generalidad dictar las normas procesales específicas que deriven de las particularidades del derecho sustantivo de Cataluña. Esta competencia incluye, en todo caso, las normas procesales que tengan por finalidad mejorar la protección de los derechos de los ciudadanos que establecen este Estatuto y las otras normas autonómicas, y la interpretación y la aplicación adecuadas del derecho propio por los órganos jurisdiccionales.
Artículo 130. Derecho procesal. 

Corresponde a la Generalidad dictar las normas procesales específicas que deriven de las particularidades del derecho sustantivo de Cataluña.

Artículo 147. Notariado y registros públicos. 

1. Corresponde a la Generalidad de Cataluña, en materia de notarías y registros públicos de la propiedad y mercantiles, la competencia ejecutiva que incluye en todo caso: 

a) El nombramiento de los Notarios y los Registradores de la propiedad, mercantiles, mediante la convocatoria, administración y resolución de las oposiciones libres y restringidas y de los concursos, que debe regular, convocar y llevar a cabo hasta la formalización de los nombramientos. Para la provisión de las notarías y de los registros, los candidatos deben ser admitidos en igualdad de derechos y deben acreditar el conocimiento de la lengua y del derecho catalanes en la forma y con el alcance que establecen el Estatuto y las leyes. 

b) La inspección de las notarías, de los registros, de los Registros de Actos de Última Voluntad y de los colegios profesionales respectivos, así como el ejercicio de la potestad disciplinaria sobre los notarios y los registradores y sobre sus colegios y la resolución de los recursos que correspondan a la Administración en materia de notariado y registros. 

d) El establecimiento de las especialidades arancelarias que deriven de las particularidades del derecho sustantivo de Cataluña. 

2. Corresponde a la Generalidad, en materia de de notariado y de registros públicos, la propiedad de los protocolos notariales y de los libros de los registros de la propiedad, de bienes muebles, mercantiles y civiles de Cataluña. 

3. Corresponde a la Generalita la competencia ejecutiva en materia de Registro Civil, incluido el nombramiento de sus encargados, interinos y sustitutos, el ejercicio con relación a éstos de la función disciplinaria, así como la provisión de los medios humanos y materiales necesarios para el ejercicio de las funciones. Estos encargados deben acreditar el conocimiento de la lengua catalana y del derecho catalán en la forma y el alcance que establezcan el Estatuto y las leyes.
Artículo 147. Notariado y registros públicos. 

1. Corresponde a la Generalidad de Cataluña, en materia de notarías y registros públicos de la propiedad, mercantiles y de bienes muebles, la competencia ejecutiva que incluye en todo caso: 

a) El nombramiento de los Notarios y los Registradores de la propiedad, mercantiles y de bienes muebles, mediante la convocatoria, administración y resolución de las oposiciones libres y restringidas y de los concursos, que debe convocar y llevar a cabo hasta la formalización de los nombramientos. Para la provisión de las notarías y de los registros, los candidatos deben ser admitidos en igualdad de derechos y deben acreditar el conocimiento de la lengua y del derecho catalanes en la forma y con el alcance que establecen el Estatuto y las leyes. 

b) La participación en la elaboración de los programas de acceso a los cuerpos de notarios y registradores de la propiedad, mercantiles y de bienes muebles de España, a los efectos de acreditar el conocimiento del Derecho catalán. 

d) El nombramiento de Notarios archiveros de protocolos de distrito y guarda y custodia de los libros de contaduría de hipotecas. 

2. Corresponde a la Generalidad la competencia exclusiva en materia de régimen de los recursos sobre la calificación de los títulos o las cláusulas concretas en materia de Derecho catalán, que deban tener acceso a un Registro de la propiedad, mercantil o de bienes muebles de Cataluña. 

3. Corresponde a la Generalidad, en el marco de la regulación general, la competencia ejecutiva en materia de Registro Civil, incluido el nombramiento de sus encargados, interinos y sustitutos, el ejercicio con relación a éstos de la función disciplinaria, así como la provisión de los medios humanos y materiales necesarios para el ejercicio de las funciones. Estos encargados deben acreditar el conocimiento de la lengua catalana y del derecho catalán en la forma y el alcance que establezcan el Estatuto y las leyes.

Artículo 155. Propiedad intelectual e industrial. 

1. Corresponde a la Generalidad de Cataluña, la competencia ejecutiva en materia de propiedad intelectual, que incluye en todo caso: 

a) El establecimiento y la regulación de un registro de los derechos de propiedad intelectual generados en Cataluña o de los que sean titulares personas con residencia habitual en Cataluña; la actividad de inscripción, modificación o cancelación de estos derechos, y el ejercicio de la actividad administrativa necesaria para garantizar su protección en todo el territorio de Cataluña. La Generalidad debe comunicar al Estado las inscripciones efectuadas en su registro para que sean incorporadas al registro estatal; debe colaborar con éste y facilitar el intercambio de información. 

b) La autorización y la revocación de las entidades de gestión colectiva de los derechos de propiedad intelectual que actúen mayoritariamente en Cataluña o bien que tengan en ella su domicilio y no actúen mayoritariamente en otra comunidad autónoma, así como la inspección y el control de la actividad de las entidades de gestión colectiva de estos derechos que actúen en Cataluña. 

2. Corresponde a la Generalidad la competencia ejecutiva en materia de propiedad industrial, que incluye en todo caso: 

a) El establecimiento y la regulación de un registro de derechos de propiedad industrial de las personas físicas o jurídicas con domicilio o residencia habitual en Cataluña; la inscripción, la modificación y la renovación de los derechos de propiedad industrial; la resolución definitiva de las solicitudes, y el ejercicio de la actividad administrativa de garantía de estos derechos en todo el territorio de Cataluña. La Generalidad debe llevar a cabo esta actividad en los términos que establece el apartado 1.a.
Artículo 155. Propiedad intelectual e industrial. 

1. Corresponde a la Generalidad de Cataluña, la competencia ejecutiva en materia de propiedad intelectual, que incluye en todo caso: 

a) El establecimiento y la regulación de un registro, coordinado con el del Estado, de los derechos de propiedad intelectual generados en Cataluña o de los que sean titulares personas con residencia habitual en Cataluña; la actividad de inscripción, modificación o cancelación de estos derechos, y el ejercicio de la actividad administrativa necesaria para garantizar su protección en todo el territorio de Cataluña. La Generalidad debe comunicar al Estado las inscripciones efectuadas en su registro para que sean incorporadas al registro estatal; debe colaborar con éste y facilitar el intercambio de información. 

b) La autorización y la revocación de las entidades de gestión colectiva de los derechos de propiedad intelectual que actúen mayoritariamente en Cataluña, así como asumir tareas complementarias de inspección y control de la actividad de dichas entidades. 

2. Corresponde a la Generalidad la competencia ejecutiva en materia de propiedad industrial, que incluye en todo caso: 

a) El establecimiento y la regulación de un registro, coordinado con el del Estado, de derechos de propiedad industrial de las personas físicas o jurídicas.

Artículo 156. Protección de datos de carácter personal. 

Corresponde a la Generalidad la competencia ejecutiva en materia de protección de datos de carácter personal que incluye en todo caso: 

a) La regulación, la inscripción y el control de los ficheros o los tratamientos de datos de carácter personal creados o gestionados por las instituciones públicas de Cataluña, la Administración de la Generalidad, las administraciones locales de Cataluña, las entidades autónomas y las demás entidades de derecho público o privado que dependen de las administraciones autonómica o locales o que prestan servicios o realizan actividades por cuenta propia a través de cualquier forma de gestión directa o indirecta, y las universidades que integran el sistema universitario catalán. 

b) La regulación, la inscripción y el control de los ficheros o los tratamientos de datos de carácter personal privados creados o gestionados por personas físicas o jurídicas para el ejercicio de las funciones públicas con relación a materias que son competencia de la Generalidad o de los entes locales de Cataluña si el tratamiento se efectúa en Cataluña.
Artículo 156. Protección de datos de carácter personal. 

Corresponde a la Generalidad la competencia ejecutiva en materia de protección de datos de carácter personal que incluye en todo caso: 

a) La inscripción y el control de los ficheros o los tratamientos de datos de carácter personal creados o gestionados por las instituciones públicas de Cataluña, la Administración de la Generalidad, las administraciones locales de Cataluña, las entidades autónomas y las demás entidades de derecho público o privado que dependen de las administraciones autonómica o locales o que prestan servicios o realizan actividades por cuenta propia a través de cualquier forma de gestión directa o indirecta, y las universidades que integran el sistema universitario catalán. 

b) La inscripción y el control de los ficheros o los tratamientos de datos de carácter personal privados creados o gestionados por personas físicas o jurídicas para el ejercicio de las funciones públicas con relación a materias que son competencia de la Generalidad o de los entes locales de Cataluña si el tratamiento se efectúa en Cataluña.

Artículo 161. Relaciones con las entidades religiosas. 

2. Corresponde a la Generalidad la competencia compartida en materia de la libertad religiosa. La Generalidad ejerce esta competencia respetando el desarrollo directo de los elementos esenciales del derecho. Esta competencia incluye en todo caso: 

a) La gestión del Registro estatal de Entidades Religiosas con relación a las iglesias, las confesiones y las comunidades religiosas que lleven a cabo su actividad en Cataluña. La  Generalidad debe comunicar al Estado las inscripciones efectuadas en el registro situado en Cataluña para que sean incorporadas al registro estatal, debe colaborar y debe facilitar el intercambio de información. 

3. La Generalidad participa en los órganos de ámbito estatal que tienen atribuidas funciones en materia de entidades religiosas.
Artículo 161. Relaciones con las entidades religiosas. 

2. Corresponde a la Generalidad la competencia ejecutiva en materia relativa a la libertad religiosa. Esta competencia incluye en todo caso: 

a) Participar en la gestión del Registro estatal de Entidades Religiosas con relación a las iglesias, las confesiones y las comunidades religiosas que lleven a cabo su actividad en Cataluña, en los términos que determinen las leyes. 

3. La Generalidad colabora en los órganos de ámbito estatal que tienen atribuidas funciones en materia de entidades religiosas.

### Orden público y seguridad
Propuesta aprobada por el Parlamento de Cataluña en 2005
Redacción final aprobada por las Cortes Generales en 2006

Artículo 132. Emergencias y protección civil. 

1. Corresponde a la Generalidad la competencia exclusiva en materia de protección civil, que incluye, en todo caso, la regulación, la planificación y ejecución de medidas relativas a las emergencias y la seguridad civil, así como la dirección y coordinación de los servicios de protección civil, que incluyen los servicios de prevención y extinción de incendios, sin perjuicio de las facultades en esta materia de los gobiernos locales. 

3. Corresponde a la Generalidad la ejecución de la legislación del Estado en materia de seguridad nuclear y salvamento marítimo.
Artículo 132. Emergencias y protección civil. 

1. Corresponde a la Generalidad la competencia exclusiva en materia de protección civil, que incluye, en todo caso, la regulación, la planificación y ejecución de medidas relativas a las emergencias y la seguridad civil, así como la dirección y coordinación de los servicios de protección civil, que incluyen los servicios de prevención y extinción de incendios, sin perjuicio de las facultades en esta materia de los gobiernos locales, respetando lo establecido por el Estado en el ejercicio de sus competencias en materia de seguridad pública. 

3. Corresponde a la Generalidad la competencia ejecutiva en materia de salvamento marítimo en los términos que determine la legislación del Estado. 

4. La Generalidad participa en la ejecución en materia de seguridad nuclear en los términos que se acuerden en los convenios suscritos al efecto y, en su caso, en las leyes.

Artículo 163. Seguridad privada. 

Corresponde a la Generalidad la competencia exclusiva sobre la seguridad privada, que incluye en todo caso: 

a) La regulación de la seguridad privada y el régimen de intervención administrativa de las empresas de seguridad y de su personal que actúen en Cataluña. 

b)La regulación y el régimen de intervención administrativa de las personas físicas que realicen funciones de seguridad e investigación privadas en Cataluña. 

c) La regulación de los requisitos y de las condiciones de los establecimientos y de las personas físicas y jurídicas que están obligados a adoptar medidas de seguridad. 

d)La regulación de la formación del personal que cumple funciones de seguridad e investigación privadas. 

e) La inspección y el control de las actividades de seguridad privada que se realicen en Cataluña. 

f) La coordinación de los servicios de seguridad e investigación privadas con los cuerpos policiales de las administraciones catalanas.
Artículo 163. Seguridad privada. 

Corresponde a la Generalidad la ejecución de la legislación del Estado en las siguientes materias: 

a) La autorización de las empresas de seguridad privada que tengan su domicilio social en Cataluña y cuyo ámbito de actuación esté limitado a su territorio. 

b) La inspección y sanción de las actividades de seguridad privada que se realicen en Cataluña. 

c) La autorización de los centros de formación del personal de seguridad privada. 

d) La coordinación de los servicios de seguridad e investigación privadas con la Policía de la Generalidad y las Policías Locales de Cataluña.

Artículo 164. Seguridad pública. 

1. Corresponde a la Generalidad, en materia de seguridad pública, la competencia exclusiva sobre: 

a) La definición y la regulación de un sistema de seguridad pública propio de Cataluña. 

b) La creación, la organización y el mando de la Policía de la Generalidad-Mossos d´Esquadra. 

c) La ordenación general y la coordinación de las policías locales. 

2. Corresponde a la Generalidad, la competencia ejecutiva en materia de seguridad ciudadana y orden público y la protección de los derechos fundamentales relacionados con esta materia que deriva del ejercicio de la autoridad gubernativa, que incluye en todo caso: 

b) La expedición de documentación oficial, incluyendo el pasaporte y los documentos de identidad. 

c)La protección y la lucha contra el fraude fiscal. 

d)La ejecución del régimen de tenencia y uso de armas, municiones y explosivos, su adquisición con destino a los cuerpos policiales de Cataluña y la expedición de las licencias correspondientes. 

4. La Generalidad participa, mediante una Junta de Seguridad de composición paritaria entre la Generalidad y el Estado y presidida por la Generalidad, en la coordinación de las políticas de seguridad y de la actividad de los cuerpos policiales del Estado y de Cataluña, en el intercambio de información en el ámbito internacional y en las relaciones de colaboración y auxilio con las autoridades policiales de otros países. La Generalidad debe incorporar representantes en todas las delegaciones y todos los grupos de trabajo de colaboración con las policías de otros países en que participe el Estado. 

5. La Policía de la Generalidad-Mossos d'Esquadra tiene como ámbito de actuación el conjunto del territorio de Cataluña y ejerce todas las funciones propias de un cuerpo de policía general e integral, en los siguientes ámbitos: 

c) La policía judicial y la investigación criminal, incluidas las diversas formas de crimen organizado y terrorismo, en los términos establecidos por las leyes. 

d) El control y la vigilancia del tráfico.
Artículo 164. Seguridad pública. 

1. Corresponde a la Generalidad, en materia de seguridad pública, de acuerdo con lo dispuesto en la legislación estatal: 

a) La planificación y regulación del sistema de seguridad pública de Cataluña y la ordenación de las policías locales. 

b) La creación y la organización de la Policía de la Generalidad-Mossos d´Esquadra. 

c) El control y la vigilancia del tráfico. 

2. Corresponde a la Generalidad el mando supremo de la Policía de la Generalidad-Mossos d´Esquadra y la coordinación de la actuación de las policías locales. 

3. Corresponde a la Generalidad, en el marco de la legislación estatal sobre seguridad, las facultades ejecutivas que le atribuya el Estado y en todo caso: 

4. La Generalidad participa, mediante una Junta de Seguridad de composición paritaria entre la Generalidad y el Estado y presidida por el Presidente de la Generalidad, en la coordinación de las políticas de seguridad y de la actividad de los cuerpos policiales del Estado y de Cataluña, así como en el intercambio de información en el ámbito internacional y en las relaciones de colaboración y auxilio con las autoridades policiales de otros países. La Generalidad, de acuerdo con el Estado, estará presente en los grupos de trabajo de colaboración con las policías de otros países en que participe el Estado. 

5. La Policía de la Generalidad-Mossos d'Esquadra tiene como ámbito de actuación el conjunto del territorio de Cataluña y ejerce todas las funciones propias de un cuerpo de policía, en los siguientes ámbitos: 

c) La policía judicial y la investigación criminal, incluidas las diversas formas de crimen organizado y terrorismo, en los términos establecidos por las leyes.

Artículo 168. Sistema penitenciario. 

1. Corresponde a la Generalidad la competencia ejecutiva de la legislación del Estado en materia penitenciaria, que incluye en todo caso: 

a) La capacidad para dictar reglamentos penitenciarios adaptados a la realidad social de Cataluña. 

2. La Generalidad emite informes y participa en el procedimiento de otorgamiento de indultos.
Artículo 168. Sistema penitenciario. 

1. Corresponde a la Generalidad la competencia ejecutiva de la legislación del Estado en materia penitenciaria, que incluye en todo caso: 

a) La capacidad para dictar disposiciones que adapten la normativa penitenciaria a la realidad social de Cataluña. 

2. La Generalidad podrá emitir informes en el procedimiento de otorgamiento de indultos.

Artículo 173. Videovigilancia y control de sonido y grabaciones. 

Corresponde a la Generalidad la competencia exclusiva sobre el uso de la videovigilancia y el control de sonido y grabaciones u otros medios análogos, en el ámbito público, efectuados por cualquier cuerpo policial o por empresas o establecimientos privados. La Generalidad debe ejercer esta competencia respetando el contenido esencial de los derechos fundamentales.
Artículo 173. Videovigilancia y control de sonido y grabaciones. 

Corresponde a la Generalidad la competencia sobre el uso de la videovigilancia y el control de sonido y grabaciones u otros medios análogos, en el ámbito público, efectuados por la policía de Cataluña o por empresas y establecimientos privados. La Generalidad debe ejercer esta competencia respetando los derechos fundamentales.

## Sentencia del Tribunal Constitucional
La sentencia del Tribunal Constitucional sobre el Estatuto de Autonomía de Cataluña de 2006 declaró inconstitucionales tres incisos de los artículos 110, 120 y 126 (que ya han sido señalados con un tachado en el apartado anterior) y otros cinco (junto con el 110) sometidos a la interpretación del Tribunal para que pudieran ser considerados acordes con la Constitución Española de 1978. Los artículos afectados (con su correspondiente interpretación) fueron los siguientes:

Art. 110. Competencias exclusivas. "Corresponden a la Generalidad, en el ámbito de sus competencias exclusivas, de forma íntegra la potestad legislativa, la potestad reglamentaria y la función ejecutiva".
Interpretación
 El artículo 110 solo es aplicable a supuestos de competencia material plena de la comunidad autónoma y no impide el ejercicio de las competencias exclusivas del Estado del artículo 149 de la Constitución, tanto cuando estas últimas concurran con las autonómicas sobre el mismo espacio físico u objeto jurídico, como cuando se trate de materias de competencia compartida entre el Estado y la comunidad, cualquiera que sea la utilización de los términos "competencia exclusiva" o "competencias exclusivas" en los demás preceptos del Estatuto, sin que tampoco la expresión "en todo caso" reiterada en el Estatuto respecto de ámbitos competenciales autonómicos, impida, por sí sola, el pleno y efectivo ejercicio de las competencias estatales.

Artículo 112. Competencias ejecutivas.
Corresponde a la Generalidad en el ámbito de sus competencias ejecutivas, la potestad reglamentaria, que comprende la aprobación de disposiciones para la ejecución de la normativa del Estado, así como la función ejecutiva, que en todo caso incluye la potestad de organización de su propia administración y, en general, todas aquellas funciones y actividades que el ordenamiento atribuye a la Administración pública.
Interpretación
 "Cuestión distinta es si la competencia ejecutiva de la Generalidad puede ejercerse, a partir de “la normativa (legal y reglamentaria) del Estado”, no sólo como función ejecutiva stricto sensu, sino también como potestad reglamentaria de alcance general. La respuesta es, de acuerdo con nuestra doctrina, claramente negativa, aun cuando es pacífico que en el ámbito ejecutivo puede tener cabida una competencia normativa de carácter funcional de la que resulten reglamentos internos de organización de los servicios necesarios para la ejecución y de regulación de la propia competencia funcional de ejecución y del conjunto de actuaciones precisas para la puesta en práctica de la normativa estatal (STC 51/2006, de 16 de febrero, FJ 4). Sólo entendida en esa concreta dimensión, la potestad reglamentaria a que se refiere el art. 112 EAC, limitada a la emanación de reglamentos de organización interna y de ordenación funcional de la competencia ejecutiva autonómica, no perjudica a la constitucionalidad del art. 112 EAC."

Artículo 122. Consultas populares.
 Corresponde a la Generalidad la competencia exclusiva para el establecimiento del régimen jurídico, las modalidades, el procedimiento, la realización y la convocatoria por la propia Generalidad o por los entes locales, en el ámbito de sus competencias, de encuestas, audiencias públicas, foros de participación y cualquier otro instrumento de consulta popular, con excepción de lo previsto en el artículo 149.1.32 de la Constitución.
Interpretación
 El artículo "es perfectamente conforme con la Constitución, en el bien entendido de que en la expresión cualquier otro instrumento de consulta popular no se comprende el referéndum. Tal entendimiento parece implícito en el propio art. 122 EAC, que hace excepción expresa “de lo previsto en el artículo 149.1.32 de la Constitución”. Sin embargo, esa excepción no puede limitarse a la autorización estatal para la convocatoria de consultas populares por vía de referéndum, sino que ha de extenderse a la entera disciplina de esa institución, esto es, a su establecimiento y regulación."

Artículo 127.3 Cultura.
.En las actuaciones que el Estado realice en Cataluña en materia de inversión en bienes y equipamientos culturales se requiere el acuerdo previo con la Generalidad. En el caso de las actividades que el Estado lleve a cabo con relación a la proyección internacional de la cultura, los Gobiernos del Estado y la Generalidad articularán fórmulas de colaboración y cooperación mutuas conforme a lo previsto en el Título V de este Estatuto.
Interpretación
 El “acuerdo previo con la Generalidad" "no es contrario a la Constitución toda vez que ha de entenderse que la inexistencia de dicho acuerdo no puede impedir el cumplimiento por el Estado del deber que aquel precepto constitucional le impone [el art. 149.2 de la Constitución que impone expresamente al Estado la consideración del “servicio de la cultura como deber y atribución esencial”].

Art. 129. Derecho civil. "Corresponde a la Generalidad la competencia exclusiva en materia de derecho civil, con la excepción de las materias que el artículo 149.1.8ª de la Constitución atribuye en todo caso al Estado (...)".
Interpretación
  El artículo "no se refiere, ni podría hacerlo, a la totalidad del Derecho civil español, sino sólo al Derecho civil privativo de Cataluña, respecto del que la Generalidad puede perfectamente ostentar una competencia exclusiva que tenga por objeto la conservación, modificación y desarrollo de ese Derecho, en los términos establecidos en nuestra doctrina, y en la que se comprenda la determinación de su propio sistema de fuentes. Determinación que, como función normativa, sólo puede tener el alcance que es propio de las funciones de “conservación, modificación y desarrollo” del Derecho civil existente en Cataluña al constituirse ésta en Comunidad Autónoma, que son las que constitucionalmente le reconoce y garantiza el art. 149.1.8 de la Constitución".

Artículo 138. Inmigración.
1. Corresponde a la Generalidad en materia de inmigración: a) La competencia exclusiva en materia de primera acogida de las personas inmigradas, que incluirá las actuaciones socio-sanitarias y de orientación. b) El desarrollo de la política de integración de las personas inmigradas en el marco de sus competencias. c) El establecimiento y la regulación de las medidas necesarias para la integración social y económica de las personas inmigradas y para su participación social. d) El establecimiento por ley de un marco de referencia para la acogida e integración de las personas inmigradas. e) La promoción y la integración de las personas regresadas y la ayuda a las mismas, impulsando las políticas y las medidas pertinentes que faciliten su regreso a Cataluña. 2. Corresponde a la Generalidad la competencia ejecutiva en materia de autorización de trabajo de los extranjeros cuya relación laboral se desarrolle en Cataluña. Esta competencia, que se ejercerá en necesaria coordinación con la que corresponde al Estado en materia de entrada y residencia de extranjeros, incluye: a) La tramitación y resolución de las autorizaciones iniciales de trabajo por cuenta propia o ajena. b) La tramitación y la resolución de los recursos presentados con relación a los expedientes a que se refiere la letra a) y la aplicación del régimen de inspección y sanción. 3. Corresponde a la Generalidad la participación en las decisiones del Estado sobre inmigración con especial trascendencia para Cataluña y, en particular, la participación preceptiva previa en la determinación del contingente de trabajadores extranjeros a través de los mecanismos previstos en el Título V.
Interpretación
  "Es a la legislación estatal a la que corresponde libremente determinar los concretos términos, formas y condiciones de la participación de la Comunidad Autónoma a la que se refiere el precepto, debiendo en todo caso quedar a salvo la titularidad de las competencias estatales eventualmente implicadas y la perfecta libertad que en su ejercicio corresponde a los organismos e instituciones del Estado. En consecuencia el artículo 138 ha de interpretarse en el sentido de que la referencia a la “inmigración” no se corresponde con esta materia constitucional, competencia exclusiva del Estado (art. 149.1.2 CE), sino con otras materias sobre las que puede asumir competencias la Comunidad Autónoma.